# PlusLiga (2022/2023)
PlusLiga 2022/2023 – 87. edycja mistrzostw Polski, po raz 70. przeprowadzona w formule ligowej, a po raz 23. jako liga profesjonalna. Organizatorem rozgrywek była Polska Liga Siatkówki SA.
W związku z inwazją Rosji na Ukrainę w dniu 22 lipca 2022 Ministerstwo Sportu i Turystyki ogłosiło rekomendacje obejmujące warunki dotyczące ewentualnego uczestnictwa zawodników z Rosji i Białorusi we współzawodnictwie sportowym na terenie Polski, wzywając do ich przestrzegania.

## Drużyny uczestniczące
| | PlusLiga 2021/2022                 |    |     |
| --- | ---------------------------------- | -- | --- |
| KED | Grupa Azoty ZAKSA Kędzierzyn-Koźle | 1  | LM  |
| JAS | Jastrzębski Węgiel                 | 2  | LM  |
| ZAW | Aluron CMC Warta Zawiercie         | 3  | LM  |
| BEŁ | PGE Skra Bełchatów                 | 4  | CEV |
| RZE | Asseco Resovia Rzeszów             | 5  |     |
| OLS | Indykpol AZS Olsztyn               | 6  |     |
| GDA | Trefl Gdańsk                       | 7  |     |
| KAT | GKS Katowice                       | 8  |     |
| WAR | Projekt Warszawa                   | 9  |     |
| LUB | Cuprum Lubin                       | 10 |     |
| LBN | LUK Lublin                         | 11 |     |
| SUW | Ślepsk Malow Suwałki               | 12 |     |
| RAD | Cerrad Enea Czarni Radom           | 13 |     |
| NYS | PSG Stal Nysa                      | 14 |     |
| | Awans z I ligi                     |    |     |
| BIE | BBTS Bielsko-Biała                 | 1  |     |
| | Awans z Superligi ukraińskiej      |    |     |
| LWÓ | Barkom-Każany Lwów                 |    |     |
| Oznaczenia: - kolumna pierwsza – skróty nazw drużyn wpisane na mapie (jeśli ta została zamieszczona), - kolumna trzecia – miejsce zajęte przez daną drużynę w poprzednim sezonie. |                                    |    |     |

## Hale sportowe
| Klub                               | Hala sportowa                                                | Miejscowość      | Liczba miejsc siedzących |
| ---------------------------------- | ------------------------------------------------------------ | ---------------- | ------------------------ |
| Aluron CMC Warta Zawiercie         | Hala OSiR II                                                 | Zawiercie        | 1500                     |
| Asseco Resovia Rzeszów             | Hala Podpromie                                               | Rzeszów          | 4304                     |
| Barkom-Każany Lwów                 | Hala Widowiskowo-Sportowa Suche Stawy                        | Kraków           | 1000                     |
| BBTS Bielsko-Biała                 | Hala Widowiskowo-Sportowa                                    | Bielsko-Biała    | 3053                     |
| Cerrad Enea Czarni Radom           | Hala MOSiR                                                   | Radom            | 1600                     |
| Cerrad Enea Czarni Radom           | HWS RCS (Hala widowiskowo-sportowa Radomskie Centrum Sportu) | Radom            | 5000                     |
| Cuprum Lubin                       | Hala widowiskowo-sportowa RCS                                | Lubin            | 3714                     |
| GKS Katowice                       | Ośrodek Sportowy „Szopienice”                                | Katowice         | 1534                     |
| Grupa Azoty ZAKSA Kędzierzyn-Koźle | Hala Azoty                                                   | Kędzierzyn-Koźle | 3375                     |
| Indykpol AZS Olsztyn               | Hala Sportowo-Widowiskowa                                    | Iława            | 1250                     |
| Indykpol AZS Olsztyn               | Hala widowiskowo - sportowa "Urania"                         | Olsztyn          | 4045                     |
| Jastrzębski Węgiel                 | Hala widowiskowo-sportowa                                    | Jastrzębie-Zdrój | 3112                     |
| LUK Lublin                         | Hala Sportowo-Widowiskowa „Globus”                           | Lublin           | 4119                     |
| PGE Skra Bełchatów                 | Hala Energia                                                 | Bełchatów        | 2700                     |
| Projekt Warszawa                   | Hala Torwar                                                  | Warszawa         | 4824                     |
| Projekt Warszawa                   | Arena Ursynów                                                | Warszawa         | 1500                     |
| PSG Stal Nysa                      | Hala Nysa                                                    | Nysa             | 2500                     |
| Ślepsk Malow Suwałki               | Suwałki Arena                                                | Suwałki          | 2165                     |
| Trefl Gdańsk                       | Ergo Arena                                                   | Gdańsk           | 11200                    |

## Trenerzy
| Klub                               | Pierwszy trener      | Narodowość | Drugi trener           | Narodowość |
| ---------------------------------- | -------------------- | ---------- | ---------------------- | ---------- |
| Aluron CMC Warta Zawiercie         | Michał Winiarski     | Polska     | Roberto Rotari         | Włochy     |
| Asseco Resovia Rzeszów             | Giampaolo Medei      | Włochy     | Alfredo Martilotti     | Włochy     |
| Barkom-Każany Lwów                 | Uģis Krastiņš        | Łotwa      | Artūrs Tinte           | Łotwa      |
| BBTS Bielsko-Biała                 | Serhij Kapełuś       | Ukraina    | Bartłomiej Łyczakowski | Polska     |
| Cerrad Enea Czarni Radom           | Paweł Woicki         | Polska     | Krzysztof Michalski    | Polska     |
| Cuprum Lubin                       | Paweł Rusek          | Polska     | Tomasz Kowalski        | Polska     |
| GKS Katowice                       | Grzegorz Słaby       | Polska     | Damian Musiak          | Polska     |
| Grupa Azoty ZAKSA Kędzierzyn-Koźle | Tuomas Sammelvuo     | Finlandia  | Michał Chadała         | Polska     |
| Indykpol AZS Olsztyn               | Javier Weber         | Argentyna  | Marcin Mierzejewski    | Polska     |
| Jastrzębski Węgiel                 | Marcelo Méndez       | Argentyna  | Leszek Dejewski        | Polska     |
| LUK Lublin                         | Maciej Kołodziejczyk | Polska     | Kamil Nalepka          | Polska     |
| PGE Skra Bełchatów                 | Andrea Gardini       | Włochy     | Radosław Kolanek       | Polska     |
| Projekt Warszawa                   | Piotr Graban         | Polska     | Marcin Lubiejewski     | Polska     |
| PSG Stal Nysa                      | Daniel Pliński       | Polska     | Paweł Potoczak         | Polska     |
| Ślepsk Malow Suwałki               | Dominik Kwapisiewicz | Polska     | Mateusz Kuśmierz       | Polska     |
| Trefl Gdańsk                       | Igor Juričić         | Chorwacja  | Karol Rędzioch         | Polska     |

### Zmiany trenerów
| Klub                               | Były trener            | Narodowość | Data odejścia | Powód                                                                             | Nowy trener                      | Narodowość | Data przyjścia | Link   |
| ---------------------------------- | ---------------------- | ---------- | ------------- | --------------------------------------------------------------------------------- | -------------------------------- | ---------- | -------------- | ------ |
| Przed sezonem                      |                        |            |               |                                                                                   |                                  |            |                |        |
| Aluron CMC Warta Zawiercie         | Igor Kolaković         | Czarnogóra | 30.05.2022    | koniec kontraktu                                                                  | Michał Winiarski                 | Polska     | 03.06.2022     | [ 5 ]  |
| Asseco Resovia Rzeszów             | Marcelo Méndez         | Argentyna  | 12.05.2022    | koniec kontraktu                                                                  | Giampaolo Medei                  | Włochy     | 07.06.2022     | [ 6 ]  |
| Cerrad Enea Czarni Radom           | Jakub Bednaruk         | Polska     | 05.2022       | koniec kontraktu                                                                  | Jacek Nawrocki                   | Polska     | 14.05.2022     | [ 7 ]  |
| Grupa Azoty ZAKSA Kędzierzyn-Koźle | Gheorghe Crețu         | Rumunia    | 17.06.2022    | koniec kontraktu                                                                  | Tuomas Sammelvuo                 | Finlandia  | 01.08.2022     | [ 8 ]  |
| Jastrzębski Węgiel                 | Nicola Giolito         | Włochy     | 10.06.2022    | koniec kontraktu                                                                  | Marcelo Méndez                   | Argentyna  | 08.08.2022     | [ 9 ]  |
| PGE Skra Bełchatów                 | Radosław Kolanek       | Polska     | 31.05.2022    | koniec kontraktu                                                                  | Joel Banks                       | Anglia     | 08.07.2022     | [ 10 ] |
| Projekt Warszawa                   | Andrea Anastasi        | Włochy     | 03.06.2022    | koniec kontraktu                                                                  | Roberto Santilli                 | Włochy     | 09.06.2022     | [ 11 ] |
| Trefl Gdańsk                       | Michał Winiarski       | Polska     | 29.04.2022    | koniec kontraktu                                                                  | Igor Juričić                     | Chorwacja  | 25.05.2022     | [ 12 ] |
| W trakcie sezonu                   |                        |            |               |                                                                                   |                                  |            |                |        |
| BBTS Bielsko-Biała                 | Arie Cornelis Brokking | Holandia   | 05.11.2022    | niesatysfakcjonujący poziom gry zespołu oraz brak oczekiwanych wyników sportowych | Serhij Kapełuś                   | Ukraina    | 05.11.2022     | [ 13 ] |
| Cerrad Enea Czarni Radom           | Jacek Nawrocki         | Polska     | 24.11.2022    | rozwiązanie kontraktu za porozumieniem stron                                      | Paweł Woicki                     | Polska     | 27.11.2022     | [ 14 ] |
| Projekt Warszawa                   | Roberto Santilli       | Włochy     | 28.11.2022    | niesatysfakcjonujący poziom gry zespołu oraz brak oczekiwanych wyników sportowych | Piotr Graban (II trener)         | Polska     | 28.11.2022     | [ 15 ] |
| PGE Skra Bełchatów                 | Joel Banks             | Anglia     | 31.01.2023    | niesatysfakcjonujący poziom gry zespołu oraz brak oczekiwanych wyników sportowych | Andrea Gardini                   | Włochy     | 01.02.2023     | [ 16 ] |
| LUK Lublin                         | Dariusz Daszkiewicz    | Polska     | 15.03.2023    | niesatysfakcjonujący poziom gry zespołu oraz brak oczekiwanych wyników sportowych | Maciej Kołodziejczyk (II trener) | Polska     | 15.03.2023     | [ 17 ] |

## Faza zasadnicza

### Tabela wyników
| Gospodarz \ Gość1                  | KED | JAS | ZAW | BEŁ | RZE | OLS | GDA | KAT | WAR | LUB | LBN | SUW | RAD | NYS | BIE | LWÓ |
| ---------------------------------- | --- | --- | --- | --- | --- | --- | --- | --- | --- | --- | --- | --- | --- | --- | --- | --- |
| Grupa Azoty ZAKSA Kędzierzyn-Koźle | -   | 3:1 | 3:1 | 0:3 | 3:1 | 2:3 | 3:0 | 3:0 | 3:1 | 3:1 | 3:0 | 3:0 | 3:2 | 3:0 | 3:0 | 3:0 |
| Jastrzębski Węgiel                 | 2:3 | -   | 3:0 | 2:3 | 3:0 | 3:1 | 3:0 | 3:0 | 1:3 | 1:3 | 2:3 | 3:1 | 3:0 | 3:1 | 3:0 | 3:0 |
| Aluron CMC Warta Zawiercie         | 3:1 | 3:2 | -   | 3:2 | 3:0 | 2:3 | 3:0 | 3:0 | 3:0 | 3:2 | 3:1 | 3:0 | 3:0 | 3:0 | 3:0 | 3:1 |
| PGE Skra Bełchatów                 | 2:3 | 3:2 | 2:3 | -   | 2:3 | 0:3 | 3:1 | 2:3 | 0:3 | 2:3 | 3:0 | 0:3 | 3:0 | 2:3 | 3:0 | 0:3 |
| Asseco Resovia Rzeszów             | 3:0 | 2:3 | 1:3 | 3:0 | -   | 3:1 | 3:1 | 3:0 | 3:0 | 2:3 | 3:1 | 3:1 | 3:0 | 3:0 | 3:0 | 3:1 |
| Indykpol AZS Olsztyn               | 1:3 | 3:1 | 3:0 | 3:1 | 1:3 | -   | 0:3 | 3:0 | 0:3 | 3:0 | 3:1 | 2:3 | 3:1 | 3:1 | 3:0 | 3:0 |
| Trefl Gdańsk                       | 3:1 | 0:3 | 1:3 | 3:1 | 2:3 | 3:0 | -   | 3:1 | 3:2 | 3:0 | 3:0 | 3:2 | 3:0 | 3:0 | 3:0 | 3:0 |
| GKS Katowice                       | 1:3 | 0:3 | 3:0 | 0:3 | 0:3 | 1:3 | 0:3 | -   | 3:1 | 3:0 | 0:3 | 3:2 | 0:3 | 3:0 | 2:3 | 3:2 |
| Projekt Warszawa                   | 3:1 | 1:3 | 3:2 | 3:2 | 0:3 | 3:1 | 3:0 | 3:0 | -   | 3:1 | 1:3 | 3:0 | 3:0 | 3:2 | 3:0 | 3:2 |
| Cuprum Lubin                       | 0:3 | 0:3 | 1:3 | 3:2 | 0:3 | 2:3 | 2:3 | 0:3 | 0:3 | -   | 1:3 | 3:2 | 3:2 | 0:3 | 3:1 | 3:2 |
| LUK Lublin                         | 3:2 | 1:3 | 2:3 | 3:0 | 0:3 | 3:1 | 0:3 | 2:3 | 1:3 | 3:0 | -   | 3:1 | 2:3 | 3:1 | 3:1 | 3:2 |
| Ślepsk Malow Suwałki               | 1:3 | 0:3 | 1:3 | 3:0 | 1:3 | 0:3 | 3:1 | 3:0 | 3:1 | 3:1 | 2:3 | -   | 3:2 | 0:3 | 3:0 | 3:0 |
| Cerrad Enea Czarni Radom           | 1:3 | 0:3 | 0:3 | 1:3 | 0:3 | 0:3 | 1:3 | 0:3 | 0:3 | 0:3 | 2:3 | 0:3 | -   | 1:3 | 2:3 | 0:3 |
| PSG Stal Nysa                      | 3:0 | 0:3 | 0:3 | 2:3 | 1:3 | 3:0 | 1:3 | 2:3 | 1:3 | 3:0 | 3:0 | 3:1 | 3:1 | -   | 3:0 | 3:0 |
| BBTS Bielsko-Biała                 | 0:3 | 0:3 | 2:3 | 2:3 | 0:3 | 1:3 | 1:3 | 1:3 | 1:3 | 1:3 | 1:3 | 0:3 | 3:2 | 0:3 | -   | 0:3 |
| Barkom-Każany Lwów                 | 2:3 | 0:3 | 0:3 | 3:2 | 0:3 | 2:3 | 2:3 | 3:0 | 0:3 | 3:1 | 3:0 | 1:3 | 0:3 | 1:3 | 3:1 | -   |

Źródło: PlusLiga (pol.)
1 Drużyna gospodarzy jest wymieniona po lewej stronie tabeli.
Kolory:
  zwycięstwo gospodarzy 3:0 lub 3:1
  zwycięstwo gospodarzy 3:2
  zwycięstwo gości 3:0 lub 3:1
  zwycięstwo gości 3:2

### Terminarz i wyniki
| Data            | Godz. | Gospodarz                          | Rezultat                                | Gość                               | Widzów | MVP                     |
| --------------- | ----- | ---------------------------------- | --------------------------------------- | ---------------------------------- | ------ | ----------------------- |
| 1. KOLEJKA      |       |                                    |                                         |                                    |        |                         |
| 30.09.2022      | 17:30 | Jastrzębski Węgiel                 | 3:0 (25:23, 25:20, 28:26)               | GKS Katowice                       | 2309   | Trévor Clévenot         |
| 01.10.2022      | 14:45 | Indykpol AZS Olsztyn               | 1:3 (21:25, 25:22, 16:25, 16:25)        | Grupa Azoty ZAKSA Kędzierzyn-Koźle | 1200   | Łukasz Kaczmarek        |
| 01.10.2022      | 17:30 | Asseco Resovia Rzeszów             | 3:0 (25:12, 25:21, 25:20)               | Projekt Warszawa                   | 2100   | Jakub Kochanowski       |
| 01.10.2022      | 20:30 | LUK Lublin                         | 2:3 (18:25, 22:25, 25:12, 25:23, 18:20) | Cerrad Enea Czarni Radom           | 1805   | Piotr Łukasik           |
| 02.10.2022      | 14:45 | Aluron CMC Warta Zawiercie         | 3:2 (25:21, 16:25, 18:25, 25:18, 15:13) | PGE Skra Bełchatów                 | 1500   | Bartosz Kwolek          |
| 02.10.2022      | 17:30 | Trefl Gdańsk                       | 3:0 (25:18, 25:21, 25:17)               | Barkom-Każany Lwów                 | 2900   | Piotr Orczyk            |
| 02.10.2022      | 20:30 | PSG Stal Nysa                      | 3:1 (29:27, 22:25, 25:21, 25:19)        | Ślepsk Malow Suwałki               | 1650   | Michał Gierżot          |
| 03.10.2022      | 17:30 | BBTS Bielsko-Biała                 | 1:3 (23:25, 23:25, 31:29, 22:25)        | Cuprum Lubin                       | 900    | Moustapha M’Baye        |
| 2. KOLEJKA      |       |                                    |                                         |                                    |        |                         |
| 04.10.2022      | 16:30 | GKS Katowice                       | 3:1 (25:22, 20:25, 25:16, 25:19)        | Projekt Warszawa                   | 205    | Jakub Jarosz            |
| 04.10.2022      | 18:45 | Jastrzębski Węgiel                 | 3:1 (21:25, 32:30, 25:20, 25:18)        | Indykpol AZS Olsztyn               | 1284   | Stéphen Boyer           |
| 04.10.2022      | 21:00 | Grupa Azoty ZAKSA Kędzierzyn-Koźle | 3:0 (25:18, 25:23, 25:18)               | LUK Lublin                         | 509    | Łukasz Kaczmarek        |
| 05.10.2022      | 16:30 | Cerrad Enea Czarni Radom           | 0:3 (22:25, 18:25, 16:25)               | Aluron CMC Warta Zawiercie         | 2000   | Dawid Konarski          |
| 05.10.2022      | 18:45 | Barkom-Każany Lwów                 | 0:3 (23:25, 22:25, 13:25)               | Asseco Resovia Rzeszów             | 750    | Jakub Kochanowski       |
| 05.10.2022      | 21:00 | PGE Skra Bełchatów                 | 3:0 (25:22, 25:17, 25:19)               | BBTS Bielsko-Biała                 | 850    | Mateusz Bieniek         |
| 06.10.2022      | 18:45 | Cuprum Lubin                       | 0:3 (12:25, 20:25, 17:25)               | PSG Stal Nysa                      | 394    | Wassim Ben Tara         |
| 06.10.2022      | 21:00 | Ślepsk Malow Suwałki               | 3:1 (26:24, 18:25, 29:27, 27:25)        | Trefl Gdańsk                       | 792    | Miran Kujundžić         |
| 3. KOLEJKA      |       |                                    |                                         |                                    |        |                         |
| 07.10.2022      | 20:30 | LUK Lublin                         | 1:3 (21:25, 22:25, 26:24, 15:25)        | Jastrzębski Węgiel                 | 3509   | Stéphen Boyer           |
| 08.10.2022      | 14:45 | Projekt Warszawa                   | 3:2 (17:25, 23:25, 25:20, 25:20, 15:3)  | Barkom-Każany Lwów                 | 1042   | Igor Grobelny           |
| 08.10.2022      | 17:30 | Indykpol AZS Olsztyn               | 3:0 (28:26, 25:19, 25:21)               | GKS Katowice                       | 1020   | Karol Butryn            |
| 09.10.2022      | 14:45 | Aluron CMC Warta Zawiercie         | 3:1 (25:18, 21:25, 25:22, 27:25)        | Grupa Azoty ZAKSA Kędzierzyn-Koźle | 1500   | Bartosz Kwolek          |
| 09.10.2022      | 17:30 | Asseco Resovia Rzeszów             | 3:1 (27:29, 25:20, 25:13, 25:22)        | Ślepsk Malow Suwałki               | 1700   | Jakub Kochanowski       |
| 09.10.2022      | 20:30 | PSG Stal Nysa                      | 2:3 (25:20, 25:20, 19:25, 21:25, 8:15)  | PGE Skra Bełchatów                 | 2050   | Mateusz Bieniek         |
| 10.10.2022      | 17:30 | BBTS Bielsko-Biała                 | 3:2 (25:18, 22:25, 20:25, 25:23, 15:12) | Cerrad Enea Czarni Radom           | 370    | Jake Hanes              |
| 11.10.2022      | 17:30 | Trefl Gdańsk                       | 3:0 (25:16, 25:21, 25:19)               | Cuprum Lubin                       | 1050   | Mikołaj Sawicki         |
| 4. KOLEJKA      |       |                                    |                                         |                                    |        |                         |
| 13.10.2022      | 17:30 | Grupa Azoty ZAKSA Kędzierzyn-Koźle | 3:0 (25:18, 25:23, 25:20)               | BBTS Bielsko-Biała                 | 1100   | David Smith             |
| 14.10.2022      | 17:30 | Indykpol AZS Olsztyn               | 3:1 (25:22, 20:25, 25:17, 25:15)        | LUK Lublin                         | 1250   | Taylor Averill          |
| 14.10.2022      | 20:30 | Cerrad Enea Czarni Radom           | 1:3 (22:25, 21:25, 25:19, 25:27)        | PSG Stal Nysa                      | 1300   | Tsimafei Zhukouski      |
| 15.10.2022      | 14:45 | PGE Skra Bełchatów                 | 3:1 (23:25, 25:22, 25:21, 25:18)        | Trefl Gdańsk                       | 1700   | Mateusz Bieniek         |
| 15.10.2022      | 17:30 | Ślepsk Malow Suwałki               | 3:1 (25:22, 27:29, 25:20, 31:29)        | Projekt Warszawa                   | 1407   | Matías Sánchez          |
| 15.10.2022      | 20:30 | Cuprum Lubin                       | 0:3 (27:29, 21:25, 18:25)               | Asseco Resovia Rzeszów             | 1036   | Klemen Čebulj           |
| 16.10.2022      | 14:45 | Jastrzębski Węgiel                 | 3:0 (25:20, 25:18, 25:22)               | Aluron CMC Warta Zawiercie         | 3000   | Stéphen Boyer           |
| 16.10.2022      | 17:30 | GKS Katowice                       | 3:2 (25:23, 25:20, 22:25, 21:25, 15:12) | Barkom-Każany Lwów                 | 295    | Jakub Jarosz            |
| 5. KOLEJKA      |       |                                    |                                         |                                    |        |                         |
| 21.10.2022      | 17:30 | BBTS Bielsko-Biała                 | 0:3 (19:25, 19:25, 19:25)               | Jastrzębski Węgiel                 | 2400   | Tomasz Fornal           |
| 21.10.2022      | 20:30 | PSG Stal Nysa                      | 3:0 (25:21, 25:22, 25:20)               | Grupa Azoty ZAKSA Kędzierzyn-Koźle | 2505   | Michał Gierżot          |
| 22.10.2022      | 14:45 | PGE Skra Bełchatów                 | 2:3 (18:25, 25:13, 25:22, 22:25, 8:15)  | Asseco Resovia Rzeszów             | 2400   | Jakub Bucki             |
| 22.10.2022      | 17:30 | Aluron CMC Warta Zawiercie         | 2:3 (25:20, 24:26, 23:25, 25:20, 12:15) | Indykpol AZS Olsztyn               | 1500   | Karol Butryn            |
| 22.10.2022      | 20:30 | LUK Lublin                         | 2:3 (25:20, 27:25, 16:25, 21:25, 12:15) | GKS Katowice                       | 1718   | Jakub Szymański         |
| 23.10.2022      | 14:45 | Barkom-Każany Lwów                 | 1:3 (25:20, 22:25, 18:25, 16:25)        | Ślepsk Malow Suwałki               | 250    | Bartosz Filipiak        |
| 23.10.2022      | 17:30 | Projekt Warszawa                   | 3:1 (25:18, 23:25, 25:22, 25:19)        | Cuprum Lubin                       | 1507   | Igor Grobelny           |
| 24.10.2022      | 17:30 | Trefl Gdańsk                       | 3:0 (25:21, 25:21, 25:20)               | Cerrad Enea Czarni Radom           | 1050   | Luke Perry              |
| 6. KOLEJKA      |       |                                    |                                         |                                    |        |                         |
| 28.10.2022      | 17:30 | GKS Katowice                       | 3:2 (23:25, 25:16, 20:25, 25:21, 15:11) | Ślepsk Malow Suwałki               | 265    | Jakub Jarosz            |
| 28.10.2022      | 20:30 | Cuprum Lubin                       | 3:2 (22:25, 18:25, 25:12, 25:17, 15:10) | Barkom-Każany Lwów                 | 369    | Grzegorz Pająk          |
| 29.10.2022      | 14:45 | PGE Skra Bełchatów                 | 0:3 (17:25, 23:25, 11:25)               | Projekt Warszawa                   | 1200   | Igor Grobelny           |
| 29.10.2022      | 17:30 | Indykpol AZS Olsztyn               | 3:0 (25:17, 25:15, 25:18)               | BBTS Bielsko-Biała                 | 1150   | Karol Butryn            |
| 29.10.2022      | 20:30 | Cerrad Enea Czarni Radom           | 0:3 (21:25, 20:25, 16:25)               | Asseco Resovia Rzeszów             | 2500   | Jakub Kochanowski       |
| 30.10.2022      | 14:45 | Grupa Azoty ZAKSA Kędzierzyn-Koźle | 3:0 (25:19, 25:18, 25:20)               | Trefl Gdańsk                       | 2100   | Marcin Janusz           |
| 30.10.2022      | 17:30 | PSG Stal Nysa                      | 0:3 (22:25, 18:25, 13:25)               | Jastrzębski Węgiel                 | 2505   | Stéphen Boyer           |
| 30.10.2022      | 20:30 | LUK Lublin                         | 2:3 (25:21, 25:15, 20:25, 21:25, 11:15) | Aluron CMC Warta Zawiercie         | 1807   | Uroš Kovačević          |
| 7. KOLEJKA      |       |                                    |                                         |                                    |        |                         |
| 01.11.2022      | 16:30 | Ślepsk Malow Suwałki               | 3:1 (25:19, 15:25, 25:20, 25:22)        | Cuprum Lubin                       | 1280   | Bartosz Filipiak        |
| 01.11.2022      | 18:45 | Barkom-Każany Lwów                 | 3:2 (22:25, 25:23, 25:23, 16:25, 15:13) | PGE Skra Bełchatów                 | 550    | Jonas Kvalen            |
| 01.11.2022      | 21:00 | Projekt Warszawa                   | 3:0 (25:21, 25:20, 27:25)               | Cerrad Enea Czarni Radom           | 1065   | Jan Firlej              |
| 02.11.2022      | 16:30 | PSG Stal Nysa                      | 3:0 (25:20, 25:19, 25:20)               | Indykpol AZS Olsztyn               | 1512   | Kamil Kwasowski         |
| 02.11.2022      | 18:45 | Trefl Gdańsk                       | 0:3 (23:25, 17:25, 14:25)               | Jastrzębski Węgiel                 | 3400   | Benjamin Toniutti       |
| 02.11.2022      | 21:00 | Asseco Resovia Rzeszów             | 3:0 (29:27, 25:19, 26:24)               | Grupa Azoty ZAKSA Kędzierzyn-Koźle | 3900   | Torey Defalco           |
| 03.11.2022      | 16:30 | Aluron CMC Warta Zawiercie         | 3:0 (29:27, 25:20, 25:19)               | GKS Katowice                       | 1300   | Uroš Kovačević          |
| 03.11.2022      | 18:45 | BBTS Bielsko-Biała                 | 1:3 (20:25, 23:25, 26:24, 21:25)        | LUK Lublin                         | 550    | Jan Nowakowski          |
| 8. KOLEJKA      |       |                                    |                                         |                                    |        |                         |
| 04.11.2022      | 20:30 | PGE Skra Bełchatów                 | 0:3 (20:25, 23:25, 21:25)               | Ślepsk Malow Suwałki               | 740    | Bartosz Filipiak        |
| 05.11.2022      | 14:45 | Jastrzębski Węgiel                 | 3:0 (26:24, 25:23, 26:24)               | Asseco Resovia Rzeszów             | 3112   | Benjamin Toniutti       |
| 05.11.2022      | 20:30 | Cerrad Enea Czarni Radom           | 0:3 (20:25, 15:25, 22:25)               | Barkom-Każany Lwów                 | 2200   | Wasyl Tupczij           |
| 06.11.2022      | 14:45 | Grupa Azoty ZAKSA Kędzierzyn-Koźle | 3:1 (25:22, 25:23, 21:25, 25:23)        | Projekt Warszawa                   | 1615   | Wojciech Żaliński       |
| 06.11.2022      | 17:30 | LUK Lublin                         | 3:1 (29:27, 25:20, 19:25, 25:22)        | PSG Stal Nysa                      | 1863   | Wojciech Włodarczyk     |
| 06.11.2022      | 20:30 | Aluron CMC Warta Zawiercie         | 3:0 (25:18, 25:21, 25:23)               | BBTS Bielsko-Biała                 | 1300   | Miłosz Zniszczoł        |
| 07.11.2022      | 17:30 | Indykpol AZS Olsztyn               | 0:3 (15:25, 25:27, 15:25)               | Trefl Gdańsk                       | 1100   | Lukas Kampa             |
| 07.11.2022      | 20:30 | GKS Katowice                       | 3:0 (25:19, 25:17, 25:16)               | Cuprum Lubin                       | 211    | Tomas Rousseaux         |
| 9. KOLEJKA      |       |                                    |                                         |                                    |        |                         |
| 10.11.2022      | 20:30 | Ślepsk Malow Suwałki               | 3:2 (23:25, 31:29, 25:20, 23:25, 19:17) | Cerrad Enea Czarni Radom           | 1593   | Paweł Halaba            |
| 11.11.2022      | 17:30 | Trefl Gdańsk                       | 3:0 (25:17, 25:19, 25:18)               | LUK Lublin                         | 6550   | Mikołaj Sawicki         |
| 12.11.2022      | 14:45 | Asseco Resovia Rzeszów             | 3:1 (26:24, 25:23, 23:25, 25:20)        | Indykpol AZS Olsztyn               | 2800   | Torey Defalco           |
| 12.11.2022      | 17:30 | Projekt Warszawa                   | 1:3 (11:25, 25:22, 21:25, 16:25)        | Jastrzębski Węgiel                 | 2015   | Stéphen Boyer           |
| 13.11.2022      | 14:45 | Barkom-Każany Lwów                 | 2:3 (28:26, 17:25, 25:20, 21:25, 10:15) | Grupa Azoty ZAKSA Kędzierzyn-Koźle | 750    | Łukasz Kaczmarek        |
| 13.11.2022      | 17:30 | Cuprum Lubin                       | 3:2 (25:19, 24:26, 25:22, 23:25, 15:10) | PGE Skra Bełchatów                 | 1466   | Alexander Berger        |
| 13.11.2022      | 20:30 | PSG Stal Nysa                      | 0:3 (14:25, 22:25, 16:25)               | Aluron CMC Warta Zawiercie         | 2000   | Uroš Kovačević          |
| 14.11.2022      | 20:30 | BBTS Bielsko-Biała                 | 1:3 (21:25, 25:20, 22:25, 19:25)        | GKS Katowice                       | 450    | Jakub Jarosz            |
| 10. KOLEJKA     |       |                                    |                                         |                                    |        |                         |
| 18.11.2022      | 17:30 | LUK Lublin                         | 0:3 (19:25, 22:25, 16:25)               | Asseco Resovia Rzeszów             | 3725   | Torey Defalco           |
| 18.11.2022      | 20:30 | PSG Stal Nysa                      | 3:0 (25:14, 25:18, 25:21)               | BBTS Bielsko-Biała                 | 1200   | Wassim Ben Tara         |
| 19.11.2022      | 14:45 | Aluron CMC Warta Zawiercie         | 3:0 (25:19, 25:23, 28:26)               | Trefl Gdańsk                       | 1450   | Uroš Kovačević          |
| 19.11.2022      | 17:30 | Grupa Azoty ZAKSA Kędzierzyn-Koźle | 3:0 (25:22, 26:24, 25:21)               | Ślepsk Malow Suwałki               | 1620   | Aleksander Śliwka       |
| 19.11.2022      | 20:30 | GKS Katowice                       | 0:3 (21:25, 21:25, 23:25)               | PGE Skra Bełchatów                 | 574    | Grzegorz Łomacz         |
| 20.11.2022      | 14:45 | Indykpol AZS Olsztyn               | 0:3 (24:26, 19:25, 20:25)               | Projekt Warszawa                   | 1100   | Kévin Tillie            |
| 20.11.2022      | 17:30 | Cerrad Enea Czarni Radom           | 0:3 (17:25, 20:25, 21:25)               | Cuprum Lubin                       | 1500   | Alexander Berger        |
| 20.11.2022      | 20:30 | Jastrzębski Węgiel                 | 3:0 (25:14, 30:28, 25:20)               | Barkom-Każany Lwów                 | 2231   | Rafał Szymura           |
| 11. KOLEJKA     |       |                                    |                                         |                                    |        |                         |
| 22.11.2022      | 16:15 | Trefl Gdańsk                       | 3:0 (25:17, 25:22, 25:22)               | BBTS Bielsko-Biała                 | 361    | Bartłomiej Bołądź       |
| 22.11.2022      | 18:30 | PSG Stal Nysa                      | 2:3 (21:25, 24:26, 25:17, 25:22, 12:15) | GKS Katowice                       | 1118   | Jakub Jarosz            |
| 22.11.2022      | 21:00 | Asseco Resovia Rzeszów             | 1:3 (21:25, 32:30, 19:25, 22:25)        | Aluron CMC Warta Zawiercie         | 2400   | Bartosz Kwolek          |
| 23.11.2022      | 16:15 | PGE Skra Bełchatów                 | 3:0 (25:17, 25:14, 25:21)               | Cerrad Enea Czarni Radom           | 1550   | Kacper Piechocki        |
| 23.11.2022      | 18:30 | Cuprum Lubin                       | 0:3 (20:25, 11:25, 18:25)               | Grupa Azoty ZAKSA Kędzierzyn-Koźle | 1446   | Marcin Janusz           |
| 23.11.2022      | 21:00 | Projekt Warszawa                   | 1:3 (25:19, 27:29, 18:25, 17:25)        | LUK Lublin                         | 1106   | Szymon Romać            |
| 24.11.2022      | 16:15 | Ślepsk Malow Suwałki               | 0:3 (22:25, 17:25, 25:27)               | Jastrzębski Węgiel                 | 2000   | Trévor Clévenot         |
| 24.11.2022      | 18:30 | Barkom-Każany Lwów                 | 2:3 (22:25, 25:23, 19:25, 28:26, 13:15) | Indykpol AZS Olsztyn               | 425    | Mateusz Poręba          |
| 12. KOLEJKA     |       |                                    |                                         |                                    |        |                         |
| 19.10.2022      | 17:30 | GKS Katowice                       | 0:3 (21:25, 21:25, 28:30)               | Cerrad Enea Czarni Radom           | 140    | Piotr Łukasik           |
| 25.11.2022      | 20:30 | PSG Stal Nysa                      | 1:3 (20:25, 25:22, 14:25, 22:25)        | Trefl Gdańsk                       | 1808   | Bartłomiej Bołądź       |
| 26.11.2022      | 14:45 | PGE Skra Bełchatów                 | 2:3 (25:14, 23:25, 25:21, 23:25, 9:15)  | Grupa Azoty ZAKSA Kędzierzyn-Koźle | 1860   | Dmytro Paszycki         |
| 26.11.2022      | 17:30 | Jastrzębski Węgiel                 | 1:3 (25:22, 21:25, 21:25, 22:25)        | Cuprum Lubin                       | 2270   | Grzegorz Pająk          |
| 26.11.2022      | 20:30 | LUK Lublin                         | 3:2 (25:22, 24:26, 25:19, 24:26, 15:10) | Barkom-Każany Lwów                 | 858    | Wojciech Włodarczyk     |
| 27.11.2022      | 14:45 | Aluron CMC Warta Zawiercie         | 3:0 (25:22, 25:23, 25:19)               | Projekt Warszawa                   | 1400   | Miguel Tavares          |
| 27.11.2022      | 17:30 | BBTS Bielsko-Biała                 | 0:3 (18:25, 20:25, 18:25)               | Asseco Resovia Rzeszów             | 1000   | Fabian Drzyzga          |
| 28.11.2022      | 17:30 | Indykpol AZS Olsztyn               | 2:3 (21:25, 25:21, 25:20, 23:25, 18:20) | Ślepsk Malow Suwałki               | 400    | Matías Sánchez          |
| 13. KOLEJKA     |       |                                    |                                         |                                    |        |                         |
| 01.12.2022      | 17:30 | Asseco Resovia Rzeszów             | 3:0 (25:22, 25:18, 25:14)               | PSG Stal Nysa                      | 2000   | Torey Defalco           |
| 02.12.2022      | 20:30 | Projekt Warszawa                   | 3:0 (25:20, 25:16, 25:15)               | BBTS Bielsko-Biała                 | 624    | Artur Szalpuk           |
| 03.12.2022      | 14:45 | PGE Skra Bełchatów                 | 3:2 (20:25, 25:20, 17:25, 27:25, 15:11) | Jastrzębski Węgiel                 | 2500   | Mateusz Bieniek         |
| 03.12.2022      | 17:30 | Ślepsk Malow Suwałki               | 2:3 (25:22, 23:25, 17:25, 25:20, 10:15) | LUK Lublin                         | 1550   | Nicolas Szerszeń        |
| 03.12.2022      | 20:30 | Indykpol AZS Olsztyn               | 3:0 (26:24, 25:21, 25:16)               | Cuprum Lubin                       | 850    | Taylor Averill          |
| 04.12.2022      | 14:45 | Grupa Azoty ZAKSA Kędzierzyn-Koźle | 3:2 (22:25, 25:19, 23:25, 25:21, 15:11) | Cerrad Enea Czarni Radom           | 845    | Marcin Janusz           |
| 04.12.2022      | 17:30 | Barkom-Każany Lwów                 | 0:3 (20:25, 20:25, 23:25)               | Aluron CMC Warta Zawiercie         | 660    | Bartosz Kwolek          |
| 05.12.2022      | 17:30 | Trefl Gdańsk                       | 3:1 (21:25, 27:25, 25:23, 25:23)        | GKS Katowice                       | 1050   | Bartłomiej Bołądź       |
| 14. KOLEJKA     |       |                                    |                                         |                                    |        |                         |
| 06.12.2022      | 16:15 | PSG Stal Nysa                      | 1:3 (25:18, 21:25, 15:25, 20:25)        | Projekt Warszawa                   | 1050   | Niels Klapwijk          |
| 06.12.2022      | 18:30 | Aluron CMC Warta Zawiercie         | 3:0 (25:13, 25:14, 25:19)               | Ślepsk Malow Suwałki               | 1200   | Miguel Tavares          |
| 06.12.2022      | 21:00 | Jastrzębski Węgiel                 | 3:0 (25:23, 25:18, 25:20)               | Cerrad Enea Czarni Radom           | 1210   | Jan Hadrava             |
| 07.12.2022      | 16:15 | Indykpol AZS Olsztyn               | 3:1 (22:25, 25:15, 27:25, 27:25)        | PGE Skra Bełchatów                 | 850    | Robbert Andringa        |
| 07.12.2022      | 18:30 | LUK Lublin                         | 3:0 (25:20, 25:17, 25:23)               | Cuprum Lubin                       | 1091   | Marcin Komenda          |
| 07.12.2022      | 21:00 | BBTS Bielsko-Biała                 | 0:3 (21:25, 31:33, 16:25)               | Barkom-Każany Lwów                 | 280    | Artem Smolar            |
| 08.12.2022      | 16:15 | GKS Katowice                       | 1:3 (31:29, 14:25, 21:25, 19:25)        | Grupa Azoty ZAKSA Kędzierzyn-Koźle | 503    | Aleksander Śliwka       |
| 08.12.2022      | 18:30 | Trefl Gdańsk                       | 2:3 (25:20, 23:25, 25:23, 19:25, 13:15) | Asseco Resovia Rzeszów             | 3050   | Maciej Muzaj            |
| 15. KOLEJKA     |       |                                    |                                         |                                    |        |                         |
| 10.12.2022      | 14:45 | PGE Skra Bełchatów                 | 3:0 (25:15, 25:22, 25:17)               | LUK Lublin                         | 890    | Karol Kłos              |
| 10.12.2022      | 17:30 | Cuprum Lubin                       | 1:3 (25:27, 29:27, 18:25, 22:25)        | Aluron CMC Warta Zawiercie         | 687    | Uroš Kovačević          |
| 10.12.2022      | 20:30 | Cerrad Enea Czarni Radom           | 0:3 (20:25, 22:25, 18:25)               | Indykpol AZS Olsztyn               | 1500   | Taylor Averill          |
| 11.12.2022      | 14:45 | Jastrzębski Węgiel                 | 2:3 (20:25, 25:19, 25:21, 22:25, 11:15) | Grupa Azoty ZAKSA Kędzierzyn-Koźle | 3112   | Bartłomiej Kluth        |
| 11.12.2022      | 17:30 | Projekt Warszawa                   | 3:0 (27:25, 25:22, 25:20)               | Trefl Gdańsk                       | 1430   | Artur Szalpuk           |
| 12.12.2022      | 17:30 | Asseco Resovia Rzeszów             | 3:0 (26:24, 25:16, 25:23)               | GKS Katowice                       | 1300   | Torey Defalco           |
| 12.12.2022      | 20:30 | Ślepsk Malow Suwałki               | 3:0 (25:21, 25:19, 25:15)               | BBTS Bielsko-Biała                 | 720    | Matías Sánchez          |
| 13.12.2022      | 20:30 | Barkom-Każany Lwów                 | 1:3 (25:20, 16:25, 19:25, 19:25)        | PSG Stal Nysa                      | 162    | Michał Gierżot          |
| Runda rewanżowa |       |                                    |                                         |                                    |        |                         |
| 16. KOLEJKA     |       |                                    |                                         |                                    |        |                         |
| 15.12.2022      | 17:30 | Cuprum Lubin                       | 3:1 (25:16, 25:21, 21:25, 25:20)        | BBTS Bielsko-Biała                 | 334    | Adam Lorenc             |
| 16.12.2022      | 17:30 | Ślepsk Malow Suwałki               | 0:3 (18:25, 23:25, 21:25)               | PSG Stal Nysa                      | 950    | Michał Gierżot          |
| 16.12.2022      | 20:30 | Cerrad Enea Czarni Radom           | 2:3 (25:23, 21:25, 18:25, 25:22, 8:15)  | LUK Lublin                         | 500    | Szymon Romać            |
| 17.12.2022      | 14:45 | PGE Skra Bełchatów                 | 2:3 (23:25, 25:20, 23:25, 25:20, 13:15) | Aluron CMC Warta Zawiercie         | 1350   | Uroš Kovačević          |
| 17.12.2022      | 17:30 | Grupa Azoty ZAKSA Kędzierzyn-Koźle | 2:3 (25:17, 22:25, 25:18, 25:27, 12:15) | Indykpol AZS Olsztyn               | 685    | Karol Butryn            |
| 17.12.2022      | 20:30 | GKS Katowice                       | 0:3 (21:25, 21:25, 16:25)               | Jastrzębski Węgiel                 | 817    | Trévor Clévenot         |
| 18.12.2022      | 14:45 | Projekt Warszawa                   | 0:3 (13:25, 16:25, 17:25)               | Asseco Resovia Rzeszów             | 1480   | Fabian Drzyzga          |
| 18.12.2022      | 20:30 | Barkom-Każany Lwów                 | 2:3 (19:25, 23:25, 25:22, 25:22, 10:15) | Trefl Gdańsk                       | 221    | Luke Perry              |
| 17. KOLEJKA     |       |                                    |                                         |                                    |        |                         |
| 20.12.2022      | 17:30 | Aluron CMC Warta Zawiercie         | 3:0 (25:23, 25:17, 25:21)               | Cerrad Enea Czarni Radom           | 1160   | Bartosz Kwolek          |
| 20.12.2022      | 20:30 | LUK Lublin                         | 3:2 (39:37, 18:25, 17:25, 25:23, 15:10) | Grupa Azoty ZAKSA Kędzierzyn-Koźle | 3273   | Nicolas Szerszeń        |
| 21.12.2022      | 16:15 | Indykpol AZS Olsztyn               | 3:1 (25:19, 25:18, 21:25, 29:27)        | Jastrzębski Węgiel                 | 1295   | Kuba Hawryluk           |
| 21.12.2022      | 18:30 | PSG Stal Nysa                      | 3:0 (25:21, 25:21, 25:21)               | Cuprum Lubin                       | 1107   | Kamil Kwasowski         |
| 21.12.2022      | 21:00 | Projekt Warszawa                   | 3:0 (25:17, 25:21, 25:19)               | GKS Katowice                       | 458    | Artur Szalpuk           |
| 22.12.2022      | 16:15 | BBTS Bielsko-Biała                 | 2:3 (22:25, 22:25, 27:25, 25:22, 8:15)  | PGE Skra Bełchatów                 | 380    | Aleksandar Atanasijević |
| 22.12.2022      | 18:30 | Trefl Gdańsk                       | 3:2 (18:25, 25:17, 25:22, 23:25, 15:13) | Ślepsk Malow Suwałki               | 1150   | Bartłomiej Bołądź       |
| 23.12.2022      | 17:30 | Asseco Resovia Rzeszów             | 3:1 (25:18, 27:25, 22:25, 25:11)        | Barkom-Każany Lwów                 | 1300   | Maciej Muzaj            |
| 18. KOLEJKA     |       |                                    |                                         |                                    |        |                         |
| 28.12.2022      | 17:30 | Cerrad Enea Czarni Radom           | 2:3 (22:25, 17:25, 25:22, 25:22, 13:15) | BBTS Bielsko-Biała                 | 1200   | Pierre Pujol            |
| 28.12.2022      | 20:30 | Barkom-Każany Lwów                 | 0:3 (17:25, 21:25, 24:26)               | Projekt Warszawa                   | 388    | Artur Szalpuk           |
| 29.12.2022      | 16:15 | Jastrzębski Węgiel                 | 2:3 (19:25, 25:23, 30:28, 22:25, 13:15) | LUK Lublin                         | 1856   | Szymon Romać            |
| 30.12.2022      | 17:30 | Grupa Azoty ZAKSA Kędzierzyn-Koźle | 3:1 (20:25, 25:18, 27:25, 25:22)        | Aluron CMC Warta Zawiercie         | 2350   | Marcin Janusz           |
| 30.12.2022      | 20:30 | PGE Skra Bełchatów                 | 2:3 (25:20, 25:21, 16:25, 21:25, 12:15) | PSG Stal Nysa                      | 1200   | Wassim Ben Tara         |
| 03.01.2023      | 17:30 | Ślepsk Malow Suwałki               | 1:3 (25:23, 19:25, 24:26, 22:25)        | Asseco Resovia Rzeszów             | 1450   | Jakub Kochanowski       |
| 17.01.2023      | 20:30 | GKS Katowice                       | 1:3 (37:39, 14:25, 25:21, 22:25)        | Indykpol AZS Olsztyn               | 193    | Bartłomiej Lipiński     |
| 08.03.2023      | 17:30 | Cuprum Lubin                       | 2:3 (25:23, 23:25, 27:25, 19:25, 12:15) | Trefl Gdańsk                       | 648    | Bartłomiej Bołądź       |
| 19. KOLEJKA     |       |                                    |                                         |                                    |        |                         |
| 06.01.2023      | 17:30 | Aluron CMC Warta Zawiercie         | 3:2 (22:25, 25:21, 22:25, 27:25, 15:9)  | Jastrzębski Węgiel                 | 1500   | Dawid Konarski          |
| 06.01.2023      | 20:30 | BBTS Bielsko-Biała                 | 0:3 (23:25, 23:25, 19:25)               | Grupa Azoty ZAKSA Kędzierzyn-Koźle | 1600   | Łukasz Kaczmarek        |
| 07.01.2023      | 14:45 | LUK Lublin                         | 3:1 (23:25, 25:21, 25:19, 25:23)        | Indykpol AZS Olsztyn               | 3508   | Jan Nowakowski          |
| 07.01.2023      | 17:30 | Trefl Gdańsk                       | 3:1 (25:18, 25:16, 19:25, 25:15)        | PGE Skra Bełchatów                 | 4600   | Bartłomiej Bołądź       |
| 07.01.2023      | 20:30 | Projekt Warszawa                   | 3:0 (25:14, 27:25, 25:17)               | Ślepsk Malow Suwałki               | 1210   | Kévin Tillie            |
| 08.01.2023      | 17:30 | PSG Stal Nysa                      | 3:1 (29:27, 21:25, 25:20, 25:20)        | Cerrad Enea Czarni Radom           | 2300   | Wassim Ben Tara         |
| 08.01.2023      | 20:30 | Asseco Resovia Rzeszów             | 2:3 (17:25, 25:12, 25:23, 30:32, 9:15)  | Cuprum Lubin                       | 1400   | Illa Kowalow            |
| 09.01.2023      | 17:30 | Barkom-Każany Lwów                 | 3:0 (25:18, 26:24, 30:28)               | GKS Katowice                       | 168    | Wasyl Tupczij           |
| 20. KOLEJKA     |       |                                    |                                         |                                    |        |                         |
| 13.01.2023      | 20:30 | GKS Katowice                       | 0:3 (18:25, 22:25, 21:25)               | LUK Lublin                         | 290    | Szymon Romać            |
| 14.01.2023      | 14:45 | Indykpol AZS Olsztyn               | 3:0 (25:20, 25:20, 30:28)               | Aluron CMC Warta Zawiercie         | 1200   | Taylor Averill          |
| 14.01.2023      | 20:30 | Ślepsk Malow Suwałki               | 3:0 (25:21, 25:18, 25:15)               | Barkom-Każany Lwów                 | 1000   | Matías Sánchez          |
| 15.01.2023      | 14:45 | Asseco Resovia Rzeszów             | 3:0 (25:20, 25:21, 25:13)               | PGE Skra Bełchatów                 | 4200   | Fabian Drzyzga          |
| 15.01.2023      | 17:30 | Cerrad Enea Czarni Radom           | 1:3 (25:18, 23:25, 17:25, 35:37)        | Trefl Gdańsk                       | 1300   | Luke Perry              |
| 15.01.2023      | 20:30 | Jastrzębski Węgiel                 | 3:0 (25:17, 25:19, 25:19)               | BBTS Bielsko-Biała                 | 2009   | Jakub Popiwczak         |
| 16.01.2023      | 17:30 | Cuprum Lubin                       | 0:3 (21:25, 17:25, 23:25)               | Projekt Warszawa                   | 576    | Linus Weber             |
| 16.01.2023      | 20:30 | Grupa Azoty ZAKSA Kędzierzyn-Koźle | 3:0 (25:22, 25:19, 25:21)               | PSG Stal Nysa                      | 2060   | Aleksander Śliwka       |
| 21. KOLEJKA     |       |                                    |                                         |                                    |        |                         |
| 19.01.2023      | 17:30 | Trefl Gdańsk                       | 3:1 (25:22, 22:25, 25:18, 25:23)        | Grupa Azoty ZAKSA Kędzierzyn-Koźle | 4150   | Lukas Kampa             |
| 20.01.2023      | 17:30 | BBTS Bielsko-Biała                 | 1:3 (20:25, 17:25, 25:22, 19:25)        | Indykpol AZS Olsztyn               | 450    | Taylor Averill          |
| 20.01.2023      | 20:30 | Asseco Resovia Rzeszów             | 3:0 (25:21, 25:23, 25:20)               | Cerrad Enea Czarni Radom           | 1900   | Maciej Muzaj            |
| 21.01.2023      | 14:45 | Aluron CMC Warta Zawiercie         | 3:1 (25:21, 18:25, 25:19, 25:17)        | LUK Lublin                         | 1460   | Michał Szalacha         |
| 21.01.2023      | 17:30 | Barkom-Każany Lwów                 | 3:1 (22:25, 25:22, 37:35, 25:18)        | Cuprum Lubin                       | 278    | Wasyl Tupczij           |
| 22.01.2023      | 14:45 | Projekt Warszawa                   | 3:2 (22:25, 25:22, 22:25, 25:21, 27:25) | PGE Skra Bełchatów                 | 4230   | Damian Wojtaszek        |
| 22.01.2023      | 17:30 | Ślepsk Malow Suwałki               | 3:0 (25:22, 25:20, 25:14)               | GKS Katowice                       | 1700   | Bartosz Filipiak        |
| 22.01.2023      | 20:30 | Jastrzębski Węgiel                 | 3:1 (22:25, 25:18, 25:23, 25:16)        | PSG Stal Nysa                      | 1811   | Tomasz Fornal           |
| 22. KOLEJKA     |       |                                    |                                         |                                    |        |                         |
| 27.01.2023      | 17:30 | Indykpol AZS Olsztyn               | 3:1 (26:24, 22:25, 25:15, 25:21)        | PSG Stal Nysa                      | 1100   | Taylor Averill          |
| 28.01.2023      | 14:45 | Grupa Azoty ZAKSA Kędzierzyn-Koźle | 3:1 (25:23, 25:22, 20:25, 25:19)        | Asseco Resovia Rzeszów             | 2960   | Bartosz Bednorz         |
| 28.01.2023      | 17:30 | Jastrzębski Węgiel                 | 3:0 (37:35, 25:20, 25:20)               | Trefl Gdańsk                       | 2693   | Trévor Clévenot         |
| 28.01.2023      | 20:30 | GKS Katowice                       | 3:0 (25:23, 25:23, 25:19)               | Aluron CMC Warta Zawiercie         | 524    | Jakub Szymański         |
| 29.01.2023      | 14:45 | LUK Lublin                         | 3:1 (21:25, 25:16, 25:15, 25:12)        | BBTS Bielsko-Biała                 | 3326   | Jeffrey Jendryk         |
| 29.01.2023      | 17:30 | PGE Skra Bełchatów                 | 0:3 (26:28, 23:25, 19:25)               | Barkom-Każany Lwów                 | 723    | Jonas Kvalen            |
| 30.01.2023      | 17:30 | Cuprum Lubin                       | 3:2 (18:25, 25:18, 22:25, 25:21, 15:9)  | Ślepsk Malow Suwałki               | 428    | Alexander Berger        |
| 30.01.2023      | 20:30 | Cerrad Enea Czarni Radom           | 0:3 (18:25, 18:25, 18:25)               | Projekt Warszawa                   | 1600   | Jan Firlej              |
| 23. KOLEJKA     |       |                                    |                                         |                                    |        |                         |
| 03.02.2023      | 17:30 | BBTS Bielsko-Biała                 | 2:3 (19:25, 10:25, 25:22, 25:23, 10:15) | Aluron CMC Warta Zawiercie         | 460    | Patryk Łaba             |
| 04.02.2023      | 14:45 | Projekt Warszawa                   | 3:1 (25:21, 25:13, 19:25, 25:21)        | Grupa Azoty ZAKSA Kędzierzyn-Koźle | 4800   | Jan Firlej              |
| 04.02.2023      | 17:30 | PSG Stal Nysa                      | 3:0 (25:21, 25:18, 25:23)               | LUK Lublin                         | 2287   | Wassim Ben Tara         |
| 05.02.2023      | 14:45 | Ślepsk Malow Suwałki               | 3:0 (25:20, 28:26, 25:22)               | PGE Skra Bełchatów                 | 2000   | Andreas Takvam          |
| 05.02.2023      | 17:30 | Barkom-Każany Lwów                 | 0:3 (16:25, 17:25, 25:27)               | Cerrad Enea Czarni Radom           | 289    | Bartosz Firszt          |
| 06.02.2023      | 20:30 | Cuprum Lubin                       | 0:3 (18:25, 16:25, 17:25)               | GKS Katowice                       | 325    | Damian Domagała         |
| 24.02.2023      | 17:30 | Trefl Gdańsk                       | 3:0 (27:25, 25:23, 25:22)               | Indykpol AZS Olsztyn               | 2850   | Mikołaj Sawicki         |
| 22.03.2023      | 17:30 | Asseco Resovia Rzeszów             | 2:3 (25:21, 18:25, 25:20, 18:25, 15:17) | Jastrzębski Węgiel                 | 4200   | Tomasz Fornal           |
| 24. KOLEJKA     |       |                                    |                                         |                                    |        |                         |
| 09.02.2023      | 17:30 | Indykpol AZS Olsztyn               | 1:3 (14:25, 22:25, 25:22, 32:34)        | Asseco Resovia Rzeszów             | 1500   | Torey Defalco           |
| 10.02.2023      | 20:30 | Cerrad Enea Czarni Radom           | 0:3 (25:27, 19:25, 16:25)               | Ślepsk Malow Suwałki               | 1200   | Matías Sánchez          |
| 11.02.2023      | 14:45 | Jastrzębski Węgiel                 | 1:3 (18:25, 25:17, 21:25, 22:25)        | Projekt Warszawa                   | 3112   | Artur Szalpuk           |
| 11.02.2023      | 17:30 | Grupa Azoty ZAKSA Kędzierzyn-Koźle | 3:0 (30:28, 25:21, 25:16)               | Barkom-Każany Lwów                 | 1820   | Dmytro Paszycki         |
| 11.02.2023      | 20:30 | LUK Lublin                         | 0:3 (17:25, 17:25, 22:25)               | Trefl Gdańsk                       | 3528   | Lukas Kampa             |
| 12.02.2023      | 14:45 | Aluron CMC Warta Zawiercie         | 3:0 (25:19, 25:17, 25:15)               | PSG Stal Nysa                      | 1480   | Bartosz Kwolek          |
| 12.02.2023      | 17:30 | PGE Skra Bełchatów                 | 2:3 (25:18, 25:21, 23:25, 23:25, 17:19) | Cuprum Lubin                       | 1230   | Adam Lorenc             |
| 12.02.2023      | 20:30 | GKS Katowice                       | 2:3 (18:25, 25:22, 25:27, 25:23, 10:15) | BBTS Bielsko-Biała                 | 270    | Konrad Formela          |
| 25. KOLEJKA     |       |                                    |                                         |                                    |        |                         |
| 17.02.2023      | 20:30 | BBTS Bielsko-Biała                 | 0:3 (23:25, 15:25, 17:25)               | PSG Stal Nysa                      | 460    | Wassim Ben Tara         |
| 18.02.2023      | 14:45 | Asseco Resovia Rzeszów             | 3:1 (22:25, 29:27, 25:18, 25:17)        | LUK Lublin                         | 2100   | Torey Defalco           |
| 18.02.2023      | 17:30 | Cuprum Lubin                       | 3:2 (18:25, 25:19, 24:26, 25:19, 15:12) | Cerrad Enea Czarni Radom           | 558    | Adam Lorenc             |
| 18.02.2023      | 20:30 | Barkom-Każany Lwów                 | 0:3 (10:25, 20:25, 14:25)               | Jastrzębski Węgiel                 | 740    | Jurij Hładyr            |
| 19.02.2023      | 14:45 | Trefl Gdańsk                       | 1:3 (25:21, 17:25, 23:25, 14:25)        | Aluron CMC Warta Zawiercie         | 4850   | Uroš Kovačević          |
| 19.02.2023      | 17:30 | Projekt Warszawa                   | 3:1 (26:24, 25:19, 21:25, 25:16)        | Indykpol AZS Olsztyn               | 1720   | Jakub Kowalczyk         |
| 20.02.2023      | 20:30 | PGE Skra Bełchatów                 | 2:3 (25:27, 26:24, 20:25, 29:27, 11:15) | GKS Katowice                       | 1113   | Damian Domagała         |
| 21.03.2023      | 17:30 | Ślepsk Malow Suwałki               | 1:3 (25:18, 27:29, 13:25, 23:25)        | Grupa Azoty ZAKSA Kędzierzyn-Koźle | 2000   | Przemysław Stępień      |
| 26. KOLEJKA     |       |                                    |                                         |                                    |        |                         |
| 02.03.2023      | 17:30 | BBTS Bielsko-Biała                 | 1:3 (25:23, 14:25, 22:25, 23:25)        | Trefl Gdańsk                       | 450    | Jingyin Zhang           |
| 03.03.2023      | 17:30 | Indykpol AZS Olsztyn               | 3:0 (25:17, 25:22, 25:17)               | Barkom-Każany Lwów                 | 1200   | Moritz Karlitzek        |
| 04.03.2023      | 14:45 | Aluron CMC Warta Zawiercie         | 3:0 (25:19, 25:16, 25:22)               | Asseco Resovia Rzeszów             | 1500   | Miguel Tavares          |
| 04.03.2023      | 17:30 | Jastrzębski Węgiel                 | 3:1 (25:15, 25:18, 22:25, 25:13)        | Ślepsk Malow Suwałki               | 2008   | Stéphen Boyer           |
| 04.03.2023      | 20:30 | Grupa Azoty ZAKSA Kędzierzyn-Koźle | 3:1 (23:25, 25:21, 25:21, 25:20)        | Cuprum Lubin                       | 1426   | Wojciech Żaliński       |
| 05.03.2023      | 14:45 | LUK Lublin                         | 1:3 (25:23, 22:25, 20:25, 13:25)        | Projekt Warszawa                   | 3669   | Jan Firlej              |
| 05.03.2023      | 17:30 | Cerrad Enea Czarni Radom           | 1:3 (25:23, 23:25, 24:26, 17:25)        | PGE Skra Bełchatów                 | 2000   | Aleksandar Atanasijević |
| 06.03.2023      | 20:30 | GKS Katowice                       | 3:0 (25:17, 25:19, 25:19)               | PSG Stal Nysa                      | 270    | Gonzalo Quiroga         |
| 27. KOLEJKA     |       |                                    |                                         |                                    |        |                         |
| 10.03.2023      | 20:30 | Ślepsk Malow Suwałki               | 0:3 (22:25, 22:25, 22:25)               | Indykpol AZS Olsztyn               | 1800   | Karol Butryn            |
| 11.03.2023      | 14:45 | Projekt Warszawa                   | 3:2 (29:27, 32:34, 22:25, 25:19, 15:10) | Aluron CMC Warta Zawiercie         | 3570   | Niels Klapwijk          |
| 11.03.2023      | 17:30 | Cuprum Lubin                       | 0:3 (23:25, 20:25, 36:38)               | Jastrzębski Węgiel                 | 1650   | Rafał Szymura           |
| 11.03.2023      | 20:30 | Cerrad Enea Czarni Radom           | 0:3 (16:25, 19:25, 25:27                | GKS Katowice                       | 500    | Jakub Szymański         |
| 12.03.2023      | 14:45 | Grupa Azoty ZAKSA Kędzierzyn-Koźle | 0:3 (20:25, 18:25, 20:25)               | PGE Skra Bełchatów                 | 2350   | Dick Kooy               |
| 12.03.2023      | 17:30 | Trefl Gdańsk                       | 3:0 (25:17, 25:18, 25:22)               | PSG Stal Nysa                      | 3200   | Bartłomiej Bołądź       |
| 13.03.2023      | 17:30 | Barkom-Każany Lwów                 | 3:0 (25:22, 25:21, 25:20)               | LUK Lublin                         | 251    | Wasyl Tupczij           |
| 13.03.2023      | 20:30 | Asseco Resovia Rzeszów             | 3:0 (27:25, 25:17, 25:19)               | BBTS Bielsko-Biała                 | 1000   | Jakub Bucki             |
| 28. KOLEJKA     |       |                                    |                                         |                                    |        |                         |
| 16.03.2023      | 17:30 | GKS Katowice                       | 0:3 (22:25, 20:25, 21:25)               | Trefl Gdańsk                       | 368    | Bartłomiej Bołądź       |
| 17.03.2023      | 17:30 | PSG Stal Nysa                      | 1:3 (18:25, 25:27, 25:22, 17:25)        | Asseco Resovia Rzeszów             | 2505   | Jakub Kochanowski       |
| 18.03.2023      | 14:45 | LUK Lublin                         | 3:0 (25:21, 25:23, 29:31, 25:16)        | Ślepsk Malow Suwałki               | 1323   | Mateusz Malinowski      |
| 18.03.2023      | 20:30 | Aluron CMC Warta Zawiercie         | 3:1 (25:14, 25:13, 17:25, 25:15)        | Barkom-Każany Lwów                 | 1380   | Dawid Dulski            |
| 19.03.2023      | 17:30 | Cerrad Enea Czarni Radom           | 1:3 (10:25, 25:22, 22:25, 23:25)        | Grupa Azoty ZAKSA Kędzierzyn-Koźle | 2300   | Bartłomiej Kluth        |
| 19.03.2023      | 20:30 | Jastrzębski Węgiel                 | 2:3 (22:25, 25:22, 25:19, 21:25, 13:15) | PGE Skra Bełchatów                 | 3112   | Aleksandar Atanasijević |
| 20.03.2023      | 17:30 | BBTS Bielsko-Biała                 | 1:3 (25:15, 13:25, 21:25, 17:25)        | Projekt Warszawa                   | 450    | Jan Firlej              |
| 20.03.2023      | 20:30 | Cuprum Lubin                       | 2:3 (23:25, 25:21, 29:27, 21:25, 11:15) | Indykpol AZS Olsztyn               | 377    | Karol Butryn            |
| 29. KOLEJKA     |       |                                    |                                         |                                    |        |                         |
| 23.03.2023      | 20:30 | Barkom-Każany Lwów                 | 3:1 (15:25, 25:18, 25:18, 25:18)        | BBTS Bielsko-Biała                 | 230    | Wasyl Tupczij           |
| 25.03.2023      | 14:45 | Ślepsk Malow Suwałki               | 1:3 (20:25, 25:23, 17:25, 17:25)        | Aluron CMC Warta Zawiercie         | 1500   | Miguel Tavares          |
| 25.03.2023      | 17:30 | Cerrad Enea Czarni Radom           | 0:3 (16:25, 15:25, 21:25)               | Jastrzębski Węgiel                 | 2500   | Trévor Clévenot         |
| 25.03.2023      | 20:30 | Cuprum Lubin                       | 1:3 (21:25, 21:25, 25:23, 20:25)        | LUK Lublin                         | 486    | Wojciech Włodarczyk     |
| 26.03.2023      | 14:45 | Asseco Resovia Rzeszów             | 3:1 (25:27, 25:22, 25:18, 28:26)        | Trefl Gdańsk                       | 2600   | Maciej Muzaj            |
| 26.03.2023      | 17:30 | Grupa Azoty ZAKSA Kędzierzyn-Koźle | 3:0 (25:22, 25:14, 25:16)               | GKS Katowice                       | 1410   | Bartosz Bednorz         |
| 26.03.2023      | 20:30 | Projekt Warszawa                   | 3:2 (25:17, 16:25, 18:25, 25:17, 15:8)  | PSG Stal Nysa                      | 1820   | Damian Wojtaszek        |
| 27.03.2023      | 20:30 | PGE Skra Bełchatów                 | 0:3 (23:25, 19:25, 22:25)               | Indykpol AZS Olsztyn               | 1743   | Karol Butryn            |
| 30. KOLEJKA     |       |                                    |                                         |                                    |        |                         |
| 24.02.2023      | 20:30 | PSG Stal Nysa                      | 3:0 (25:20, 25:23, 25:23)               | Barkom-Każany Lwów                 | 2108   | Wassim Ben Tara         |
| 31.03.2023      | 17:30 | Aluron CMC Warta Zawiercie         | 3:2 (22:25, 25:22, 25:11, 21:25, 15:13) | Cuprum Lubin                       | 1460   | Marcin Waliński         |
| 31.03.2023      | 20:30 | GKS Katowice                       | 0:3 (18:25, 21:25, 21:25)               | Asseco Resovia Rzeszów             | 646    | Jan Kozamernik          |
| 01.04.2023      | 20:30 | Grupa Azoty ZAKSA Kędzierzyn-Koźle | 3:1 (23:25, 25:23, 25:22, 25:20)        | Jastrzębski Węgiel                 | 2650   | Erik Shoji              |
| 02.04.2023      | 18:00 | Trefl Gdańsk                       | 3:2 (21:25, 25:17, 25:23, 15:25, 15:12) | Projekt Warszawa                   | 4900   | Luke Perry              |
| 02.04.2023      | 20:30 | Indykpol AZS Olsztyn               | 3:1 (24:26, 25:21, 25:13, 25:21)        | Cerrad Enea Czarni Radom           | 1200   | Szymon Jakubiszak       |
| 03.04.2023      | 17:30 | BBTS Bielsko-Biała                 | 0:3 (12:25, 18:25, 23:25)               | Ślepsk Malow Suwałki               | 340    | Mateusz Czunkiewicz     |
| 03.04.2023      | 20:30 | LUK Lublin                         | 3:0 (25:19, 25:19, 25:21)               | PGE Skra Bełchatów                 | 3348   | Jan Nowakowski          |

### Tabela
| Lp. | Drużyna                            | Pkt | Mecze | Mecze | Mecze | Rodzaj wyniku | Rodzaj wyniku | Rodzaj wyniku | Rodzaj wyniku | Rodzaj wyniku | Rodzaj wyniku | Sety | Sety | Sety  | Małe punkty | Małe punkty | Małe punkty |
| Lp. | Drużyna                            | Pkt | M     | W     | P     | 3:0           | 3:1           | 3:2           | 2:3           | 1:3           | 0:3           | wyg. | prz. | stos. | zdob.       | str.        | stos.       |
| --- | ---------------------------------- | --- | ----- | ----- | ----- | ------------- | ------------- | ------------- | ------------- | ------------- | ------------- | ---- | ---- | ----- | ----------- | ----------- | ----------- |
| 1   | Asseco Resovia Rzeszów             | 72  | 30    | 24    | 6     | 14            | 8             | 2             | 2             | 2             | 2             | 78   | 30   | 2.6   | 2596        | 2292        | 1.13        |
| 2   | Aluron CMC Warta Zawiercie         | 68  | 30    | 24    | 6     | 11            | 7             | 6             | 2             | 1             | 3             | 77   | 37   | 2.08  | 2549        | 2301        | 1.11        |
| 3   | Jastrzębski Węgiel                 | 67  | 30    | 21    | 9     | 15            | 5             | 1             | 5             | 4             | 0             | 77   | 34   | 2.26  | 2646        | 2347        | 1.13        |
| 4   | Grupa Azoty ZAKSA Kędzierzyn-Koźle | 64  | 30    | 22    | 8     | 9             | 9             | 4             | 2             | 3             | 3             | 73   | 41   | 1.78  | 2664        | 2464        | 1.08        |
| 5   | Projekt Warszawa                   | 60  | 30    | 21    | 9     | 10            | 7             | 4             | 1             | 5             | 3             | 70   | 42   | 1.67  | 2568        | 2397        | 1.07        |
| 6   | Trefl Gdańsk                       | 57  | 30    | 20    | 10    | 10            | 6             | 4             | 1             | 4             | 5             | 66   | 44   | 1.5   | 2557        | 2422        | 1.06        |
| 7   | Indykpol AZS Olsztyn               | 54  | 30    | 19    | 11    | 8             | 7             | 4             | 1             | 6             | 4             | 65   | 48   | 1.35  | 2631        | 2544        | 1.03        |
| 8   | PSG Stal Nysa                      | 44  | 30    | 14    | 16    | 9             | 4             | 1             | 3             | 6             | 7             | 54   | 54   | 1     | 2362        | 2403        | 0.98        |
| 9   | LUK Lublin                         | 43  | 30    | 15    | 15    | 3             | 7             | 5             | 3             | 5             | 7             | 56   | 62   | 0.9   | 2604        | 2641        | 0.99        |
| 10  | Ślepsk Malow Suwałki               | 41  | 30    | 13    | 17    | 7             | 4             | 2             | 4             | 7             | 6             | 54   | 59   | 0.92  | 2509        | 2585        | 0.97        |
| 11  | PGE Skra Bełchatów                 | 39  | 30    | 11    | 19    | 5             | 2             | 4             | 10            | 2             | 7             | 55   | 67   | 0.82  | 2657        | 2674        | 0.99        |
| 12  | GKS Katowice                       | 32  | 30    | 12    | 18    | 5             | 2             | 5             | 1             | 3             | 14            | 41   | 66   | 0.62  | 2374        | 2470        | 0.96        |
| 13  | Barkom-Każany Lwów                 | 30  | 30    | 8     | 22    | 5             | 2             | 1             | 7             | 4             | 11            | 42   | 70   | 0.6   | 2344        | 2598        | 0.9         |
| 14  | Cuprum Lubin                       | 27  | 30    | 10    | 20    | 1             | 3             | 6             | 3             | 6             | 11            | 42   | 75   | 0.56  | 2512        | 2711        | 0.93        |
| 15  | Cerrad Enea Czarni Radom           | 14  | 30    | 3     | 27    | 2             | 0             | 1             | 6             | 6             | 15            | 27   | 83   | 0.33  | 2297        | 2627        | 0.87        |
| 16  | BBTS Bielsko-Biała                 | 8   | 30    | 3     | 27    | 0             | 0             | 3             | 2             | 9             | 16            | 22   | 87   | 0.25  | 2099        | 2495        | 0.84        |

Źródło: PlusLiga (pol.)
Punktacja: 3:0 i 3:1 – 3 pkt; 3:2 – 2 pkt; 2:3 – 1 pkt; 1:3 i 0:3 – 0 pkt
Zasady ustalania kolejności: 1. liczba punktów; 2. liczba zwycięstw; 3. stosunek setów; 4. stosunek małych punktów; 5. bilans w bezpośrednich meczach
     faza play-off
     mecze o miejsca 9-14
     spadek do Tauron 1. Ligi

### Miejsca po danych kolejkach
| Drużyna \ Kolejka | 1                          | 2  | 3  | 4  | 5  | 6  | 7  | 8  | 9  | 10 | 11 | 12 | 13 | 14 | 15 | 16 | 17 | 18 | 19 | 20 | 21 | 22 | 23 | 24 | 25 | 26 | 27 | 28 | 29 | 30 |   |
| --- | -------------------------- | -- | -- | -- | -- | -- | -- | -- | -- | -- | -- | -- | -- | -- | -- | -- | -- | -- | -- | -- | -- | -- | -- | -- | -- | -- | -- | -- | -- | -- | - |
| Drużyna \ Kolejka | Aluron CMC Warta Zawiercie | 8  | 5  | 3  | 6  | 7  | 6  | 4  | 3  | 3  | 3  | 3  | 3  | 3  | 2  | 1  | 3  | 2  | 2  | 2  | 3  | 3  | 3  | 3  | 2  | 2  | 1  | 3  | 2  | 3  | 2 |
| Asseco Resovia Rzeszów | 1                          | 1  | 1  | 1  | 2  | 2  | 2  | 2  | 2  | 2  | 2  | 2  | 2  | 3  | 3  | 2  | 1  | 1  | 1  | 1  | 1  | 1  | 1  | 1  | 1  | 2  | 1  | 1  | 1  | 1  |   |
| Barkom-Każany Lwów | 15                         | 16 | 16 | 15 | 16 | 15 | 15 | 13 | 12 | 13 | 14 | 14 | 14 | 13 | 13 | 14 | 14 | 14 | 13 | 13 | 12 | 12 | 12 | 13 | 14 | 14 | 13 | 13 | 13 | 13 |   |
| BBTS Bielsko-Biała | 11                         | 14 | 13 | 14 | 14 | 16 | 16 | 16 | 16 | 16 | 16 | 16 | 16 | 16 | 16 | 16 | 16 | 16 | 16 | 16 | 16 | 16 | 16 | 16 | 16 | 16 | 16 | 16 | 16 | 16 |   |
| Cerrad Enea Czarni Radom | 7                          | 11 | 10 | 11 | 11 | 12 | 12 | 14 | 15 | 15 | 15 | 15 | 15 | 15 | 15 | 15 | 15 | 15 | 15 | 15 | 15 | 15 | 15 | 15 | 15 | 15 | 15 | 15 | 15 | 15 |   |
| Cuprum Lubin | 6                          | 10 | 12 | 12 | 13 | 13 | 14 | 15 | 14 | 12 | 13 | 13 | 13 | 14 | 14 | 13 | 13 | 13 | 12 | 12 | 13 | 13 | 14 | 14 | 13 | 13 | 14 | 14 | 14 | 14 |   |
| GKS Katowice | 14                         | 9  | 11 | 10 | 10 | 9  | 10 | 7  | 7  | 7  | 9  | 9  | 9  | 12 | 12 | 12 | 12 | 12 | 14 | 14 | 14 | 14 | 13 | 12 | 12 | 12 | 12 | 12 | 12 | 12 |   |
| Grupa Azoty ZAKSA Kędzierzyn-Koźle | 4                          | 2  | 6  | 4  | 6  | 4  | 6  | 6  | 5  | 4  | 4  | 4  | 4  | 4  | 4  | 4  | 4  | 4  | 4  | 4  | 4  | 4  | 4  | 4  | 4  | 4  | 5  | 5  | 4  | 4  |   |
| Indykpol AZS Olsztyn | 13                         | 13 | 8  | 8  | 9  | 5  | 8  | 10 | 11 | 11 | 11 | 11 | 11 | 9  | 9  | 7  | 7  | 8  | 8  | 8  | 7  | 6  | 6  | 7  | 7  | 7  | 7  | 7  | 7  | 7  |   |
| Jastrzębski Węgiel | 3                          | 4  | 2  | 2  | 1  | 1  | 1  | 1  | 1  | 1  | 1  | 1  | 1  | 1  | 2  | 1  | 3  | 3  | 3  | 2  | 2  | 2  | 2  | 3  | 3  | 3  | 2  | 3  | 2  | 3  |   |
| LUK Lublin | 10                         | 12 | 15 | 16 | 15 | 14 | 13 | 12 | 13 | 14 | 12 | 12 | 12 | 11 | 11 | 11 | 11 | 10 | 9  | 9  | 9  | 8  | 10 | 10 | 10 | 10 | 11 | 11 | 9  | 9  |   |
| PGE Skra Bełchatów | 9                          | 6  | 7  | 5  | 4  | 7  | 9  | 11 | 9  | 9  | 8  | 8  | 7  | 7  | 7  | 8  | 8  | 9  | 10 | 11 | 11 | 11 | 11 | 11 | 11 | 11 | 10 | 9  | 10 | 11 |   |
| Projekt Warszawa | 16                         | 15 | 14 | 13 | 12 | 11 | 7  | 9  | 10 | 10 | 10 | 10 | 10 | 8  | 8  | 10 | 9  | 7  | 6  | 5  | 6  | 5  | 5  | 5  | 5  | 5  | 4  | 4  | 5  | 5  |   |
| PSG Stal Nysa | 5                          | 3  | 4  | 3  | 3  | 3  | 3  | 4  | 6  | 5  | 5  | 7  | 8  | 10 | 10 | 6  | 6  | 5  | 5  | 7  | 8  | 9  | 8  | 9  | 8  | 8  | 8  | 8  | 8  | 8  |   |
| Ślepsk Malow Suwałki | 12                         | 8  | 9  | 9  | 8  | 8  | 5  | 5  | 4  | 6  | 7  | 6  | 6  | 6  | 6  | 9  | 10 | 11 | 11 | 10 | 10 | 10 | 9  | 8  | 9  | 9  | 9  | 10 | 11 | 10 |   |
| Trefl Gdańsk | 2                          | 7  | 5  | 7  | 5  | 10 | 11 | 8  | 8  | 8  | 6  | 5  | 5  | 5  | 5  | 5  | 5  | 6  | 7  | 6  | 5  | 7  | 7  | 6  | 6  | 6  | 6  | 6  | 6  | 6  |   |
| Uwagi: - Zestawienie nie uwzględnia w danej kolejce meczów przełożonych na późniejsze terminy, natomiast uwzględnia mecze rozegrane awansem. Miejsce zajmowane przez drużynę, która rozegrała mniej meczów, wyróżniono kursywą, natomiast podkreśleniem – drużynę, która rozegrała więcej meczów niż wynika to z numeru kolejki. |                            |    |    |    |    |    |    |    |    |    |    |    |    |    |    |    |    |    |    |    |    |    |    |    |    |    |    |    |    |    |   |

## Faza play-off

### Drabinka
|  |              |                                    |              |                                    |              |              |              |   |                            |                    |                            |           |                        |           |           |           |                    |                    |                    |                    |                    |                    |                    |       |       |
|  | Ćwierćfinały | Ćwierćfinały                       | Ćwierćfinały | Ćwierćfinały                       | Ćwierćfinały | Ćwierćfinały | Ćwierćfinały |   |                            | Półfinały          | Półfinały                  | Półfinały | Półfinały              | Półfinały | Półfinały | Półfinały |                    |                    | Finał              | Finał              | Finał              | Finał              | Finał              | Finał | Finał |
|  | Ćwierćfinały | Ćwierćfinały                       | Ćwierćfinały | Ćwierćfinały                       | Ćwierćfinały | Ćwierćfinały | Ćwierćfinały |   |                            | Półfinały          | Półfinały                  | Półfinały | Półfinały              | Półfinały | Półfinały | Półfinały |                    |                    | Finał              | Finał              | Finał              | Finał              | Finał              | Finał | Finał |
|  |              |                                    |              |                                    |              |              |              |   |                            |                    |                            |           |                        |           |           |           |                    |                    |                    |                    |                    |                    |                    |       |       |
|  |              |                                    |              |                                    |              |              |              |   |                            |                    |                            |           |                        |           |           |           |                    |                    |                    |                    |                    |                    |                    |       |       |
|  | 1            | Asseco Resovia Rzeszów             | 3            | 3                                  | 3            |              |              |   |                            |                    |                            |           |                        |           |           |           |                    |                    |                    |                    |                    |                    |                    |       |       |
|  | 1            | Asseco Resovia Rzeszów             | 3            | 3                                  | 3            |              |              |   |                            |                    |                            |           |                        |           |           |           |                    |                    |                    |                    |                    |                    |                    |       |       |
|  | 8            | PSG Stal Nysa                      | 0            | 0                                  | 1            |              |              |   |                            |                    |                            |           |                        |           |           |           |                    |                    |                    |                    |                    |                    |                    |       |       |
|  | 8            | PSG Stal Nysa                      | 0            | 0                                  | 1            |              |              | 1 | Asseco Resovia Rzeszów     | 2                  | 1                          | 2         |                        |           |           |           |                    |                    |                    |                    |                    |                    |                    |       |       |
|  |              |                                    |              |                                    |              |              |              | 1 | Asseco Resovia Rzeszów     | 2                  | 1                          | 2         |                        |           |           |           |                    |                    |                    |                    |                    |                    |                    |       |       |
|  |              |                                    | 4            | Grupa Azoty ZAKSA Kędzierzyn-Koźle | 3            | 3            | 3            |   |                            |                    |                            |           |                        |           |           |           |                    |                    |                    |                    |                    |                    |                    |       |       |
|  | 4            | Grupa Azoty ZAKSA Kędzierzyn-Koźle | 4            | Grupa Azoty ZAKSA Kędzierzyn-Koźle | 3            | 3            | 3            | 3 | 3                          | 2                  | 3                          |           |                        |           |           |           |                    |                    |                    |                    |                    |                    |                    |       |       |
|  | 4            | Grupa Azoty ZAKSA Kędzierzyn-Koźle |              |                                    |              |              |              |   |                            |                    |                            |           |                        |           |           |           |                    |                    |                    |                    |                    |                    |                    |       |       |
|  | 5            | Projekt Warszawa                   | 2            | 2                                  | 3            | 1            |              |   |                            |                    |                            |           |                        |           |           |           |                    |                    |                    |                    |                    |                    |                    |       |       |
|  | 5            | Projekt Warszawa                   | 2            | 2                                  | 3            | 1            |              |   | 3                          | Jastrzębski Węgiel | 3                          | 3         | 3                      |           |           |           |                    |                    |                    |                    |                    |                    |                    |       |       |
|  |              |                                    |              |                                    |              |              |              |   |                            |                    |                            |           |                        |           |           |           |                    |                    |                    |                    |                    |                    |                    |       |       |
|  |              |                                    | 4            | Grupa Azoty ZAKSA Kędzierzyn-Koźle | 0            | 1            | 0            |   |                            |                    |                            |           |                        |           |           |           |                    |                    |                    |                    |                    |                    |                    |       |       |
|  | 2            | Aluron CMC Warta Zawiercie         | 4            | Grupa Azoty ZAKSA Kędzierzyn-Koźle | 0            | 1            | 0            | 3 | 3                          | 2                  | 0                          | 3         |                        |           |           |           |                    |                    |                    |                    |                    |                    |                    |       |       |
|  | 2            | Aluron CMC Warta Zawiercie         |              |                                    |              |              |              |   |                            |                    |                            | 3         |                        |           |           |           |                    |                    |                    |                    |                    |                    |                    |       |       |
|  | 7            | Indykpol AZS Olsztyn               | 0            | 0                                  | 3            | 3            | 1            |   |                            |                    |                            |           |                        |           |           |           |                    |                    |                    |                    |                    |                    |                    |       |       |
|  | 7            | Indykpol AZS Olsztyn               | 0            | 0                                  | 3            | 3            | 1            |   |                            | 2                  | Aluron CMC Warta Zawiercie | 1         | 2                      | 0         |           |           | Mecze o 3. miejsce | Mecze o 3. miejsce | Mecze o 3. miejsce | Mecze o 3. miejsce | Mecze o 3. miejsce | Mecze o 3. miejsce | Mecze o 3. miejsce |       |       |
|  |              |                                    |              |                                    |              |              |              |   |                            | 2                  | Aluron CMC Warta Zawiercie | 1         | 2                      | 0         |           |           | Mecze o 3. miejsce | Mecze o 3. miejsce | Mecze o 3. miejsce | Mecze o 3. miejsce | Mecze o 3. miejsce | Mecze o 3. miejsce | Mecze o 3. miejsce |       |       |
|  |              |                                    | 3            | Jastrzębski Węgiel                 | 3            | 3            | 3            |   |                            |                    |                            |           |                        |           |           |           |                    |                    |                    |                    |                    |                    |                    |       |       |
|  | 3            | Jastrzębski Węgiel                 | 3            | Jastrzębski Węgiel                 | 3            | 3            | 3            | 3 | 3                          | 3                  |                            |           |                        |           |           |           |                    |                    |                    |                    |                    |                    |                    |       |       |
|  | 3            | Jastrzębski Węgiel                 |              |                                    |              |              |              |   |                            |                    |                            | 1         | Asseco Resovia Rzeszów | 2         | 3         | 3         | 2                  | 3                  |                    |                    |                    |                    |                    |       |       |
|  | 6            | Trefl Gdańsk                       | 0            | 0                                  | 1            |              |              |   |                            |                    |                            | 1         | Asseco Resovia Rzeszów | 2         | 3         | 3         | 2                  | 3                  |                    |                    |                    |                    |                    |       |       |
|  | 6            | Trefl Gdańsk                       | 0            | 0                                  | 1            |              |              | 2 | Aluron CMC Warta Zawiercie | 3                  | 1                          | 0         | 3                      | 0         |           |           |                    |                    |                    |                    |                    |                    |                    |       |       |
|  |              |                                    |              |                                    |              |              |              | 2 | Aluron CMC Warta Zawiercie | 3                  | 1                          | 0         | 3                      | 0         |           |           |                    |                    |                    |                    |                    |                    |                    |       |       |

### I runda

#### Ćwierćfinały
(do trzech zwycięstw)
| Data                                   | Godz.                                  | Gospodarz                              | Rezultat                                | Gość                               | Widzów                   | MVP                      |
| -------------------------------------- | -------------------------------------- | -------------------------------------- | --------------------------------------- | ---------------------------------- | ------------------------ | ------------------------ |
| Asseco Resovia (1)                     | Asseco Resovia (1)                     | Asseco Resovia (1)                     | 3 – 0                                   | (8) PSG Stal Nysa                  | (8) PSG Stal Nysa        | (8) PSG Stal Nysa        |
| 07.04.2023                             | 17:30                                  | Asseco Resovia Rzeszów                 | 3:0 (25:21, 25:18, 26:24)               | PSG Stal Nysa                      | 1350                     | Fabian Drzyzga           |
| 08.04.2023                             | 17:30                                  | Asseco Resovia Rzeszów                 | 3:0 (25:12, 25:23, 25:20)               | PSG Stal Nysa                      | 1600                     | Torey Defalco            |
| 14.04.2023                             | 17:30                                  | PSG Stal Nysa                          | 1:3 (26:24, 19:25, 20:25, 18:25)        | Asseco Resovia Rzeszów             | 2452                     | Torey Defalco            |
| Grupa Azoty ZAKSA Kędzierzyn-Koźle (4) | Grupa Azoty ZAKSA Kędzierzyn-Koźle (4) | Grupa Azoty ZAKSA Kędzierzyn-Koźle (4) | 3 – 1                                   | (5) Projekt Warszawa               | (5) Projekt Warszawa     | (5) Projekt Warszawa     |
| 09.04.2023                             | 14:45                                  | Grupa Azoty ZAKSA Kędzierzyn-Koźle     | 3:2 (17:25, 25:20, 25:20, 24:26, 15:10) | Projekt Warszawa                   | 1400                     | Bartosz Bednorz          |
| 10.04.2023                             | 14:45                                  | Grupa Azoty ZAKSA Kędzierzyn-Koźle     | 3:2 (25:22, 18:25, 17:25, 25:23, 15:13) | Projekt Warszawa                   | 1950                     | Aleksander Śliwka        |
| 14.04.2023                             | 20:30                                  | Projekt Warszawa                       | 3:2 (20:25, 26:24, 18:25, 25:16, 15:12) | Grupa Azoty ZAKSA Kędzierzyn-Koźle | 5120                     | Linus Weber              |
| 15.04.2023                             | 20:30                                  | Projekt Warszawa                       | 1:3 (25:23, 23:25, 19:25, 20:25)        | Grupa Azoty ZAKSA Kędzierzyn-Koźle | 4300                     | Bartosz Bednorz          |
| Aluron CMC Warta Zawiercie (2)         | Aluron CMC Warta Zawiercie (2)         | Aluron CMC Warta Zawiercie (2)         | 3 – 2                                   | (7) Indykpol AZS Olsztyn           | (7) Indykpol AZS Olsztyn | (7) Indykpol AZS Olsztyn |
| 06.04.2023                             | 17:30                                  | Aluron CMC Warta Zawiercie             | 3:0 (25:13, 25:20, 25:21)               | Indykpol AZS Olsztyn               | 1440                     | Marcin Waliński          |
| 07.04.2023                             | 20:30                                  | Aluron CMC Warta Zawiercie             | 3:0 (25:22, 25:23, 25:21)               | Indykpol AZS Olsztyn               | 1500                     | Dawid Konarski           |
| 15.04.2023                             | 14:45                                  | Indykpol AZS Olsztyn                   | 3:2 (22:25, 25:16, 25:15, 18:25, 15:13) | Aluron CMC Warta Zawiercie         | 1250                     | Karol Jankiewicz         |
| 16.04.2023                             | 14:45                                  | Indykpol AZS Olsztyn                   | 3:0 (25:23, 25:16, 25:23)               | Aluron CMC Warta Zawiercie         | 1150                     | Karol Butryn             |
| 19.04.2023                             | 17:30                                  | Aluron CMC Warta Zawiercie             | 3:1 (25:23, 24:26, 30:28, 25:23)        | Indykpol AZS Olsztyn               | 1500                     | Dawid Konarski           |
| Jastrzębski Węgiel (3)                 | Jastrzębski Węgiel (3)                 | Jastrzębski Węgiel (3)                 | 3 – 0                                   | (6) Trefl Gdańsk                   | (6) Trefl Gdańsk         | (6) Trefl Gdańsk         |
| 08.04.2023                             | 14:45                                  | Jastrzębski Węgiel                     | 3:0 (25:19, 25:17, 25:18)               | Trefl Gdańsk                       | 2607                     | Tomasz Fornal            |
| 09.04.2023                             | 17:30                                  | Jastrzębski Węgiel                     | 3:0 (25:23, 25:12, 25:17)               | Trefl Gdańsk                       | 1933                     | Jurij Hładyr             |
| 12.04.2023                             | 20:30                                  | Trefl Gdańsk                           | 1:3 (23:25, 27:25, 18:25, 22:25)        | Jastrzębski Węgiel                 | 4200                     | Jurij Hładyr             |

#### Mecze o 9 miejsce
(dwumecz, przy remisie złoty set)
| Data           | Godz.          | Gospodarz            | Rezultat                         | Gość                      | Widzów                    | MVP                       |
| -------------- | -------------- | -------------------- | -------------------------------- | ------------------------- | ------------------------- | ------------------------- |
| LUK Lublin (9) | LUK Lublin (9) | LUK Lublin (9)       | 0 – 2                            | (10) Ślepsk Malow Suwałki | (10) Ślepsk Malow Suwałki | (10) Ślepsk Malow Suwałki |
| 16.04.2023     | 17:30          | Ślepsk Malow Suwałki | 3:1 (26:24, 23:25, 25:22, 25:18) | LUK Lublin                | 1500                      | Cezary Sapiński           |
| 18.04.2023     | 20:30          | LUK Lublin           | 0:3 (20:25, 18:25, 20:25)        | Ślepsk Malow Suwałki      | 1665                      | Bartosz Filipiak          |

#### Mecze o 11 miejsce
(dwumecz, przy remisie złoty set)
| Data                    | Godz.                   | Gospodarz               | Rezultat                         | Gość               | Widzów            | MVP               |
| ----------------------- | ----------------------- | ----------------------- | -------------------------------- | ------------------ | ----------------- | ----------------- |
| PGE Skra Bełchatów (11) | PGE Skra Bełchatów (11) | PGE Skra Bełchatów (11) | 1 – 1                            | (12) GKS Katowice  | (12) GKS Katowice | (12) GKS Katowice |
| 13.04.2023              | 20:30                   | GKS Katowice            | 3:1 (26:24, 25:21, 22:25, 25:21) | PGE Skra Bełchatów | 315               | Damian Domagała   |
| 18.04.2023              | 17:30                   | PGE Skra Bełchatów      | 3:0 (25:18, 25:21, 25:20)        | GKS Katowice       | 1253              | Karol Kłos        |
| —                       | —                       | PGE Skra Bełchatów      | złoty set: 11:15                 | GKS Katowice       | —                 | —                 |

#### Mecze o 13 miejsce
(dwumecz, przy remisie złoty set)
| Data                    | Godz.                   | Gospodarz               | Rezultat                               | Gość               | Widzów            | MVP               |
| ----------------------- | ----------------------- | ----------------------- | -------------------------------------- | ------------------ | ----------------- | ----------------- |
| Barkom-Każany Lwów (13) | Barkom-Każany Lwów (13) | Barkom-Każany Lwów (13) | 2 – 0                                  | (14) Cuprum Lubin  | (14) Cuprum Lubin | (14) Cuprum Lubin |
| 16.04.2023              | 20:30                   | Cuprum Lubin            | 0:3 (25:27, 22:25, 19:25)              | Barkom-Każany Lwów | 289               | Július Firkaľ     |
| 17.04.2023              | 17:30                   | Barkom-Każany Lwów      | 3:2 (23:25, 21:25, 25:21, 25:19, 15:9) | Cuprum Lubin       | 304               | Wasyl Tupczij     |

### II runda

#### Półfinały
(do trzech zwycięstw)
| Data                           | Godz.                          | Gospodarz                          | Rezultat                                | Gość                                   | Widzów                                 | MVP                                    |
| ------------------------------ | ------------------------------ | ---------------------------------- | --------------------------------------- | -------------------------------------- | -------------------------------------- | -------------------------------------- |
| Asseco Resovia (1)             | Asseco Resovia (1)             | Asseco Resovia (1)                 | 0 – 3                                   | (4) Grupa Azoty ZAKSA Kędzierzyn-Koźle | (4) Grupa Azoty ZAKSA Kędzierzyn-Koźle | (4) Grupa Azoty ZAKSA Kędzierzyn-Koźle |
| 22.04.2023                     | 14:45                          | Asseco Resovia Rzeszów             | 2:3 (25:22, 25:13, 21:25, 16:25, 12:15) | Grupa Azoty ZAKSA Kędzierzyn-Koźle     | 4000                                   | Bartosz Bednorz                        |
| 23.04.2023                     | 14:45                          | Asseco Resovia Rzeszów             | 1:3 (21:25, 25:27, 25:18, 18:25)        | Grupa Azoty ZAKSA Kędzierzyn-Koźle     | 4200                                   | Bartosz Bednorz                        |
| 26.04.2023                     | 17:30                          | Grupa Azoty ZAKSA Kędzierzyn-Koźle | 3:2 (25:19, 19:25, 25:23, 26:28, 15:12) | Asseco Resovia Rzeszów                 | 2850                                   | Bartosz Bednorz                        |
| Aluron CMC Warta Zawiercie (2) | Aluron CMC Warta Zawiercie (2) | Aluron CMC Warta Zawiercie (2)     | 0 – 3                                   | (3) Jastrzębski Węgiel                 | (3) Jastrzębski Węgiel                 | (3) Jastrzębski Węgiel                 |
| 22.04.2023                     | 20:30                          | Aluron CMC Warta Zawiercie         | 1:3 (13:25, 25:20, 20:25, 19:25)        | Jastrzębski Węgiel                     | 1500                                   | Tomasz Fornal                          |
| 23.04.2023                     | 20:30                          | Aluron CMC Warta Zawiercie         | 2:3 (20:25, 29:27, 25:27, 29:27, 8:15)  | Jastrzębski Węgiel                     | 1500                                   | Jurij Hładyr                           |
| 26.04.2023                     | 20:30                          | Jastrzębski Węgiel                 | 3:0 (25:13, 25:17, 25:21)               | Aluron CMC Warta Zawiercie             | 3098                                   | Stéphen Boyer                          |

#### Mecze o 5 miejsce
(dwumecz, przy remisie możliwy złoty set)
| Data                 | Godz.                | Gospodarz            | Rezultat                                | Gość             | Widzów           | MVP              |
| -------------------- | -------------------- | -------------------- | --------------------------------------- | ---------------- | ---------------- | ---------------- |
| Projekt Warszawa (5) | Projekt Warszawa (5) | Projekt Warszawa (5) | 1 – 1                                   | (6) Trefl Gdańsk | (6) Trefl Gdańsk | (6) Trefl Gdańsk |
| 24.04.2023           | 20:30                | Trefl Gdańsk         | 1:3 (21:25, 20:25, 25:18, 25:27)        | Projekt Warszawa | 4000             | Artur Szalpuk    |
| 28.04.2023           | 20:30                | Projekt Warszawa     | 2:3 (23:25, 20:25, 25:19, 25:19, 13:15) | Trefl Gdańsk     | 3600             | Jingyin Zhang    |
| —                    | —                    | Projekt Warszawa     | złoty set: 15:10                        | Trefl Gdańsk     | —                | —                |

#### Mecze o 7 miejsce
(dwumecz, przy remisie możliwy złoty set)
| Data                     | Godz.                    | Gospodarz                | Rezultat                         | Gość                 | Widzów            | MVP               |
| ------------------------ | ------------------------ | ------------------------ | -------------------------------- | -------------------- | ----------------- | ----------------- |
| Indykpol AZS Olsztyn (7) | Indykpol AZS Olsztyn (7) | Indykpol AZS Olsztyn (7) | 0 – 2                            | (8) PSG Stal Nysa    | (8) PSG Stal Nysa | (8) PSG Stal Nysa |
| 21.04.2023               | 20:30                    | PSG Stal Nysa            | 3:1 (25:21, 23:25, 25:17, 25:21) | Indykpol AZS Olsztyn | 1985              | Kamil Kwasowski   |
| 24.04.2023               | 17:30                    | Indykpol AZS Olsztyn     | 0:3 (16:25, 17:25, 14:25)        | PSG Stal Nysa        | 920               | Zouheir El Graoui |

### III runda

#### Finały
(do trzech zwycięstw)
| Data                   | Godz.                  | Gospodarz                          | Rezultat                         | Gość                                   | Widzów                                 | MVP                                    |
| ---------------------- | ---------------------- | ---------------------------------- | -------------------------------- | -------------------------------------- | -------------------------------------- | -------------------------------------- |
| Jastrzębski Węgiel (3) | Jastrzębski Węgiel (3) | Jastrzębski Węgiel (3)             | 3 – 0                            | Grupa Azoty ZAKSA Kędzierzyn-Koźle (4) | Grupa Azoty ZAKSA Kędzierzyn-Koźle (4) | Grupa Azoty ZAKSA Kędzierzyn-Koźle (4) |
| 03.05.2023             | 20:30                  | Jastrzębski Węgiel                 | 3:0 (25:20, 25:20, 25:23)        | Grupa Azoty ZAKSA Kędzierzyn-Koźle     | 3112                                   | Stéphen Boyer                          |
| 06.05.2023             | 14:45                  | Grupa Azoty ZAKSA Kędzierzyn-Koźle | 1:3 (26:24, 22:25, 15:25, 19:25) | Jastrzębski Węgiel                     | 2850                                   | Tomasz Fornal                          |
| 10.05.2023             | 20:30                  | Jastrzębski Węgiel                 | 3:0 (25:15, 25:16, 25:13)        | Grupa Azoty ZAKSA Kędzierzyn-Koźle     | 3112                                   | Jurij Hładyr                           |

#### Mecze o 3. miejsce
(do trzech zwycięstw)
| Data               | Godz.              | Gospodarz                  | Rezultat                               | Gość                           | Widzów                         | MVP                            |
| ------------------ | ------------------ | -------------------------- | -------------------------------------- | ------------------------------ | ------------------------------ | ------------------------------ |
| Asseco Resovia (1) | Asseco Resovia (1) | Asseco Resovia (1)         | 3 – 2                                  | Aluron CMC Warta Zawiercie (2) | Aluron CMC Warta Zawiercie (2) | Aluron CMC Warta Zawiercie (2) |
| 02.05.2023         | 20:30              | Asseco Resovia Rzeszów     | 2:3 (22:25, 27:25, 18:25, 25:21, 9:15) | Aluron CMC Warta Zawiercie     | 3000                           | Dawid Konarski                 |
| 06.05.2023         | 17:30              | Aluron CMC Warta Zawiercie | 1:3 (25:13, 22:25, 23:25, 17:25)       | Asseco Resovia Rzeszów         | 1500                           | Jakub Bucki                    |
| 09.05.2023         | 20:30              | Asseco Resovia Rzeszów     | 3:0 (25:19, 25:22, 25:23)              | Aluron CMC Warta Zawiercie     | 2750                           | Torey Defalco                  |
| 13.05.2023         | 14:45              | Aluron CMC Warta Zawiercie | 3:2 (19:25, 19:25, 25:17, 25:23, 15:9) | Asseco Resovia Rzeszów         | 1500                           | Dawid Konarski                 |
| 16.05.2023         | 20:30              | Asseco Resovia Rzeszów     | 3:0 (25:23, 25:13, 25:21)              | Aluron CMC Warta Zawiercie     | 3700                           | Torey Defalco                  |

## Klasyfikacja końcowa
| Lp. | Drużyna                            |
| --- | ---------------------------------- |
| 1.  | Jastrzębski Węgiel                 |
| 2.  | Grupa Azoty ZAKSA Kędzierzyn-Koźle |
| 3.  | Asseco Resovia Rzeszów             |
| 4.  | Aluron CMC Warta Zawiercie         |
| 5.  | Projekt Warszawa                   |
| 6.  | Trefl Gdańsk                       |
| 7.  | PSG Stal Nysa                      |
| 8.  | Indykpol AZS Olsztyn               |
| 9.  | Ślepsk Malow Suwałki               |
| 10. | LUK Lublin                         |
| 11. | GKS Katowice                       |
| 12. | PGE Skra Bełchatów                 |
| 13. | Barkom-Każany Lwów                 |
| 14. | Cuprum Lubin                       |
| 15. | Cerrad Enea Czarni Radom           |
| 16. | BBTS Bielsko-Biała                 |

     Liga Mistrzów 2023/2024
     Puchar CEV 2023/2024
     Puchar Challenge 2023/2024
     spadek do I ligi

## Najlepsi zawodnicy meczów
| Liczba MVP | Zawodnik                |
| ---------- | ----------------------- |
| 11         | Torey Defalco           |
| 8          | Bartłomiej Bołądź       |
| 8          | Stéphen Boyer           |
| 8          | Karol Butryn            |
| 7          | Taylor Averill          |
| 7          | Bartosz Bednorz         |
| 7          | Wassim Ben Tara         |
| 7          | Uroš Kovačević          |
| 6          | Tomasz Fornal           |
| 6          | Jakub Kochanowski       |
| 6          | Bartosz Kwolek          |
| 6          | Artur Szalpuk           |
| 6          | Wasyl Tupczij           |
| 5          | Trévor Clévenot         |
| 5          | Bartosz Filipiak        |
| 5          | Jan Firlej              |
| 5          | Jurij Hładyr            |
| 5          | Jakub Jarosz            |
| 5          | Dawid Konarski          |
| 5          | Matías Sánchez          |
| 4          | Mateusz Bieniek         |
| 4          | Fabian Drzyzga          |
| 4          | Michał Gierżot          |
| 4          | Marcin Janusz           |
| 4          | Łukasz Kaczmarek        |
| 4          | Maciej Muzaj            |
| 4          | Luke Perry              |
| 4          | Aleksander Śliwka       |
| 4          | Miguel Tavares          |
| 3          | Aleksandar Atanasijević |
| 3          | Alexander Berger        |
| 3          | Jakub Bucki             |
| 3          | Damian Domagała         |
| 3          | Igor Grobelny           |
| 3          | Lukas Kampa             |
| 3          | Kamil Kwasowski         |
| 3          | Adam Lorenc             |
| 3          | Jan Nowakowski          |
| 3          | Mikołaj Sawicki         |
| 3          | Jakub Szymański         |
| 3          | Wojciech Włodarczyk     |
| 2          | Niels Klapwijk          |
| 2          | Bartłomiej Kluth        |
| 2          | Karol Kłos              |
| 2          | Jonas Kvalen            |
| 2          | Piotr Łukasik           |
| 2          | Grzegorz Pająk          |
| 2          | Dmytro Paszycki         |
| 2          | Nicolas Szerszeń        |
| 2          | Rafał Szymura           |
| 2          | Kévin Tillie            |
| 2          | Benjamin Toniutti       |
| 2          | Marcin Waliński         |
| 2          | Linus Weber             |
| 2          | Damian Wojtaszek        |
| 2          | Jingyin Zhang           |
| 2          | Wojciech Żaliński       |
| 1          | Robbert Andringa        |
| 1          | Mateusz Czunkiewicz     |
| 1          | Klemen Čebulj           |
| 1          | Dawid Dulski            |
| 1          | Zouheir El Graoui       |
| 1          | Július Firkaľ           |
| 1          | Bartosz Firszt          |
| 1          | Konrad Formela          |
| 1          | Jan Hadrava             |
| 1          | Paweł Halaba            |
| 1          | Jake Hanes              |
| 1          | Kuba Hawryluk           |
| 1          | Szymon Jakubiszak       |
| 1          | Karol Jankiewicz        |
| 1          | Jeffrey Jendryk         |
| 1          | Moritz Karlitzek        |
| 1          | Marcin Komenda          |
| 1          | Dick Kooy               |
| 1          | Jakub Kowalczyk         |
| 1          | Illa Kowalow            |
| 1          | Jan Kozamernik          |
| 1          | Miran Kujundžić         |
| 1          | Bartłomiej Lipiński     |
| 1          | Patryk Łaba             |
| 1          | Grzegorz Łomacz         |
| 1          | Moustapha M’Baye        |
| 1          | Mateusz Malinowski      |
| 1          | Piotr Orczyk            |
| 1          | Kacper Piechocki        |
| 1          | Jakub Popiwczak         |
| 1          | Mateusz Poręba          |
| 1          | Pierre Pujol            |
| 1          | Gonzalo Quiroga         |
| 1          | Tomas Rousseaux         |
| 1          | Cezary Sapiński         |
| 1          | Erik Shoji              |
| 1          | David Smith             |
| 1          | Artem Smolar            |
| 1          | Przemysław Stępień      |
| 1          | Michał Szalacha         |
| 1          | Andreas Takvam          |
| 1          | Tsimafei Zhukouski      |
| 1          | Miłosz Zniszczoł        |

## Transfery[18]
| Grupa Azoty ZAKSA Kędzierzyn-Koźle | Grupa Azoty ZAKSA Kędzierzyn-Koźle | Grupa Azoty ZAKSA Kędzierzyn-Koźle |
| Zostają | Przychodzą | Odchodzą |
| --- | --- | --- |
| - Erik Shoji - David Smith - Marcin Janusz - Łukasz Kaczmarek - Aleksander Śliwka - Norbert Huber - Wojciech Żaliński - Adrian Staszewski - Tomasz Kalembka - Korneliusz Banach - Bartłomiej Kluth | - Dmytro Paszycki (Trefl Gdańsk) - Denis Karjagin (Vero Volley Monza) - Twan Wiltenburg (Top Volley Cisterna) - Przemysław Stępień (Cuprum Lubin) | - Kamil Semeniuk (Sir Safety Conad Perugia) - Krzysztof Rejno (Aluron CMC Warta Zawiercie) - Michał Kozłowski (Aluron CMC Warta Zawiercie) |
| w trakcie sezonu | | |
| | - Bartosz Bednorz (od 11.01.2023) (Shanghai Bright)                                                                                               | - Denis Karjagin (do 10.01.2023) (Spacer's de Toulouse) - Tomasz Kalembka (do 26.01.2023) (Aluron CMC Warta Zawiercie)                     |

| Jastrzębski Węgiel | Jastrzębski Węgiel                                                                               | Jastrzębski Węgiel |
| Zostają | Przychodzą                                                                                       | Odchodzą |
| --- | ------------------------------------------------------------------------------------------------ | --- |
| - Benjamin Toniutti - Stéphen Boyer - Trévor Clévenot - Jan Hadrava - Eemi Tervaportti - Tomasz Fornal - Jakub Popiwczak - Jurij Hładyr - Rafał Szymura - Łukasz Wiśniewski - Jakub Macyra - Dawid Dryja | - Kamil Dębski (PSG Stal Nysa) - Maksymilian Granieczny (Akademia Talentów Jastrzębskiego Węgla) | - Szymon Biniek (PSG Stal Nysa) - Bartosz Cedzyński (Chemeko-System Gwardia Wrocław) - Wojciech Szwed (KS Lechia Tomaszów Mazowiecki) |
| w trakcie sezonu |                                                                                                  | |
| | - Moustapha M’Baye (od 02.01.2023) (Cuprum Lubin)                                                | |

| Aluron CMC Warta Zawiercie                                                                               | Aluron CMC Warta Zawiercie | Aluron CMC Warta Zawiercie |
| Zostają                                                                                                  | Przychodzą | Odchodzą |
| --- | --- | --- |
| - Uroš Kovačević - Miguel Tavares - Dawid Konarski - Miłosz Zniszczoł - Michał Szalacha - Wiktor Rajsner | - Santiago Danani (Berlin Recycling Volleys) - Bartosz Kwolek (Projekt Warszawa) - Krzysztof Rejno (Grupa Azoty ZAKSA Kędzierzyn-Koźle) - Michał Kozłowski (Grupa Azoty ZAKSA Kędzierzyn-Koźle) - Jędrzej Gruszczyński (Indykpol AZS Olsztyn) - Patryk Łaba (Trefl Gdańsk) - Marcin Waliński (Cuprum Lubin) - Dawid Dulski (AZS AGH Kraków) | - Facundo Conte (Ciudad Vóley Buenos Aires) - Maximiliano Cavanna (Ural Ufa) - Michał Żurek (zakończenie kariery) - Mateusz Malinowski (LUK Lublin) - Patryk Niemiec (Trefl Gdańsk) - Piotr Orczyk (Trefl Gdańsk) - Dominik Depowski (Ślepsk Malow Suwałki) - Bartosz Makoś (szuka klubu) - Krzysztof Bieńkowski (KS Lechia Tomaszów Mazowiecki) |
| w trakcie sezonu                                                                                         | | |
| | - Bartosz Makoś (od 20.01.2023) (bez klubu) - Tomasz Kalembka (od 28.01.2023) (Grupa Azoty ZAKSA Kędzierzyn-Koźle) | - Jędrzej Gruszczyński (do 27.12.2022) (PGE Skra Bełchatów) |

| PGE Skra Bełchatów | PGE Skra Bełchatów | PGE Skra Bełchatów |
| Zostają | Przychodzą | Odchodzą |
| --- | --- | --- |
| - Aleksandar Atanasijević - Mihajlo Mitić - Dick Kooy - Grzegorz Łomacz - Karol Kłos - Mateusz Bieniek - Sebastian Adamczyk - Kacper Piechocki - Robert Milczarek | - Lukáš Vašina (VK ČEZ Karlovarsko) - Filippo Lanza (Shanghai Golden Age) - Wiktor Musiał (MKS Będzin) - Jakub Rybicki (Lindemans Aalst) - Dawid Gunia (Cuprum Lubin) - Bartłomiej Janus (KS Lechia Tomaszów Mazowiecki) | - Milad Ebadipur (Allianz Milano) - Robert Täht (Vôlei São José dos Campos) - Damian Schulz (Cerrad Enea Czarni Radom) - Mikołaj Sawicki (Trefl Gdańsk) |
| w trakcie sezonu | | |
| | - Jędrzej Gruszczyński (od 27.12.2022) (Aluron CMC Warta Zawiercie) | - Sebastian Adamczyk (do 20.10.2022) (GKS Katowice) |

| Asseco Resovia Rzeszów | Asseco Resovia Rzeszów | Asseco Resovia Rzeszów |
| Zostają | Przychodzą | Odchodzą |
| --- | --- | --- |
| - Jan Kozamernik - Klemen Čebulj - Jakub Kochanowski - Paweł Zatorski - Michał Potera - Fabian Drzyzga - Jakub Bucki - Maciej Muzaj - Bartłomiej Krulicki | - Torey Defalco (Indykpol AZS Olsztyn) - Thibault Rossard (Gas Sales Bluenergy Piacenza) - Michał Kędzierski (Cerrad Enea Czarni Radom) - Bartłomiej Mordyl (Trefl Gdańsk) - Tomasz Piotrowski (BBTS Bielsko-Biała) | - Timo Tammemaa (Cerrad Enea Czarni Radom) - Sam Deroo (Zenit Kazań) - Nicolas Szerszeń (LUK Lublin) - Paweł Woicki (Cerrad Enea Czarni Radom) - Rafał Buszek (PSG Stal Nysa) |
| w trakcie sezonu | | |
| | - Maurício Borges Silva (od 31.01.2023) (Cerrad Enea Czarni Radom) | - Thibault Rossard (do 24.03.2023) |

| Indykpol AZS Olsztyn | Indykpol AZS Olsztyn | Indykpol AZS Olsztyn |
| Zostają | Przychodzą | Odchodzą |
| --- | --- | --- |
| - Taylor Averill - Robbert Andringa - Karol Butryn - Karol Jankiewicz - Jakub Ciunajtis - Dawid Siwczyk - Jan Król - Mateusz Poręba - Szymon Jakubiszak | - Moritz Karlitzek (Arago de Sète) - Joshua Tuaniga (Ślepsk Malow Suwałki) - Bartłomiej Lipiński (Trefl Gdańsk) - Kamil Szymendera (SMS PZPS Spała) - Kuba Hawryluk (SMS PZPS Spała) | - Torey Defalco (Asseco Resovia Rzeszów) - Redi Bakiri (SK Zadruga Aich/Dob) - Jan Firlej (Projekt Warszawa) - Jędrzej Gruszczyński (Aluron CMC Warta Zawiercie) - Wiktor Janiszewski (SPS Chrobry Głogów) |
| w trakcie sezonu | | |
| | - Grzegorz Pająk (od 01.02.2023) (Cuprum Lubin) | |

| Trefl Gdańsk                                                                              | Trefl Gdańsk | Trefl Gdańsk | Trefl Gdańsk |
| Zostają                                                                                   | Przychodzą | Odchodzą |              |
| ----------------------------------------------------------------------------------------- | --- | --- | ------------ |
| - Lukas Kampa - Mariusz Wlazły - Karol Urbanowicz - Jordan Zaleszczyk - Dawid Pruszkowski | - Jan Martínez Franchi (Greenyard Maaseik) - Luke Perry (Tours VB) - Alaksiej Nasewicz (Trefl Gdańsk (juniorzy)) - Bartłomiej Bołądź (Ślepsk Malow Suwałki) - Kamil Droszyński (Lindemans Aalst) - Mikołaj Sawicki (PGE Skra Bełchatów) - Patryk Niemiec (Aluron CMC Warta Zawiercie) - Piotr Orczyk (Aluron CMC Warta Zawiercie) - Janusz Gałązka (Projekt Warszawa) - Jakub Czerwiński (KKS Mickiewicz Kluczbork) | - Dmytro Paszycki (Grupa Azoty ZAKSA Kędzierzyn-Koźle) - Moritz Reichert (Tourcoing LM) - Pablo Crer (Paris Volley) - Kewin Sasak (VK ČEZ Karlovarsko) - Bartłomiej Lipiński (Indykpol AZS Olsztyn) - Mateusz Mika (Türşad SK) - Łukasz Kozub (Stade Poitevin Poitiers) - Bartłomiej Mordyl (Asseco Resovia Rzeszów) - Patryk Łaba (Aluron CMC Warta Zawiercie) - Maciej Olenderek (MKS Będzin) |              |
| w trakcie sezonu                                                                          | | |              |
|                                                                                           | - Jingyin Zhang (od 31.01.2023) (Zhejiang Sports Lottery) | |              |

| GKS Katowice | GKS Katowice                                                          | GKS Katowice |
| Zostają | Przychodzą                                                            | Odchodzą |
| --- | --------------------------------------------------------------------- | --- |
| - Tomas Rousseaux - Gonzalo Quiroga - Jakub Szymański - Jakub Jarosz - Piotr Hain - Marcin Kania - Damian Domagała - Dawid Ogórek - Jakub Nowosielski - Jakub Lewandowski - Bartosz Mariański | - Georgi Seganow (Cizre Belediyesi) - Wiktor Mielczarek (KPS Siedlce) | - Micah Maʻa (Halkbank Ankara) - Damian Kogut (Exact Systems Norwid Częstochowa) - Kamil Drzazga (Astra Nowa Sól) |
| w trakcie sezonu |                                                                       | |
| | - Sebastian Adamczyk (od 21.10.2022) (PGE Skra Bełchatów)             | - Tomas Rousseaux (do 26.01.2023) (Valsa Group Modena)                                                            |

| Projekt Warszawa | Projekt Warszawa | Projekt Warszawa |
| Zostają | Przychodzą | Odchodzą |
| --- | --- | --- |
| - Igor Grobelny - Piotr Nowakowski - Damian Wojtaszek - Andrzej Wrona - Artur Szalpuk - Mateusz Janikowski - Jakub Kowalczyk - Dominik Jaglarski | - Linus Weber (Kioene Padwa) - Niels Klapwijk (Consar RCM Rawenna) - Jurij Semeniuk (Epicentr-Podolany Horodok) - Kévin Tillie (Tours VB) - Kamil Baránek (OK Vojvodina Nowy Sad) - Jan Firlej (Indykpol AZS Olsztyn) - Dawid Pawlun (KPS Siedlce) | - Dušan Petković (Kioene Padwa) - Ángel Trinidad de Haro (Berlin Recycling Volleys) - Jay Blankenau (Tourcoing LM) - Bartosz Kwolek (Aluron CMC Warta Zawiercie) - Michał Superlak (VfB Friedrichshafen) - Jan Fornal (Chemeko-System Gwardia Wrocław) - Janusz Gałązka (Trefl Gdańsk) |
| w trakcie sezonu | | |
| | | - Kamil Baránek (do 27.12.2022) (Montpellier HSC VB) |

| Cuprum Lubin | Cuprum Lubin | Cuprum Lubin |
| Zostają | Przychodzą | Odchodzą |
| --- | --- | --- |
| - Florian Krage - Remigiusz Kapica - Wojciech Ferens - Paweł Pietraszko - Kamil Szymura - Maciej Sas - Jędrzej Kaźmierczak | - Alexander Berger (Cerrad Enea Czarni Radom) - Illa Kowalow (Saint-Nazaire VB Atlantique) - Grzegorz Pająk (LUK Lublin) - Moustapha M’Baye (PSG Stal Nysa) - Adam Lorenc (KPS Siedlce) - Kajetan Kubicki (SMS PZPS Spała) - Dominik Czerny (Akademia Talentów Jastrzębskiego Węgla) | - Masahiro Sekita (JTEKT Stings) - Michał Gierżot (PSG Stal Nysa) - Grzegorz Bociek (szuka klubu) - Kamil Maruszczyk (Chemeko-System Gwardia Wrocław) - Marcin Waliński (Aluron CMC Warta Zawiercie) - Przemysław Stępień (Grupa Azoty ZAKSA Kędzierzyn-Koźle) - Dawid Gunia (PGE Skra Bełchatów) |
| w trakcie sezonu | | |
| | - Jakub Ziobrowski (od 23.10.2022) (Ślepsk Malow Suwałki) - Damian Czetowicz (od 01.02.2023) (BAS Białystok) | - Jakub Ziobrowski (do 01.12.2022) (Alanya Belediyespor) - Moustapha M’Baye (do 30.12.2022) (Jastrzębski Węgiel) - Grzegorz Pająk (do 31.01.2023) (Indykpol AZS Olsztyn) |

| LUK Lublin | LUK Lublin | LUK Lublin |
| Zostają | Przychodzą | Odchodzą |
| --- | --- | --- |
| - Dustin Watten - Wojciech Włodarczyk - Jan Nowakowski - Szymon Romać - Szymon Gregorowicz - Jakub Wachnik - Konrad Stajer - Mateusz Jóźwik | - Jeffrey Jendryk (Berlin Recycling Volleys) - Cristiano Torelli (Vôlei Renata/Campinas) - Nicolas Szerszeń (Asseco Resovia Rzeszów) - Mateusz Malinowski (Aluron CMC Warta Zawiercie) - Marcin Komenda (PSG Stal Nysa) - Damian Hudzik (Lausanne UC) | - Bartosz Filipiak (Ślepsk Malow Suwałki) - Grzegorz Pająk (Cuprum Lubin) - Wojciech Sobala (CSA Steaua Bukareszt) - Igor Gniecki (TSV Jona Volleyball) - Jakub Strulak (KPS Siedlce) - Szymon Bereza (UKS Mickiewicz Kluczbork) |
| w trakcie sezonu | | |
| | - Rafał Faryna (od 20.10.2022) (Cerrad Enea Czarni Radom) | - Rafał Faryna (do 10.11.2022) (Pajkan Teheran) |

| Ślepsk Malow Suwałki | Ślepsk Malow Suwałki | Ślepsk Malow Suwałki |
| Zostają | Przychodzą | Odchodzą |
| --- | --- | --- |
| - Andreas Takvam - Mateusz Czunkiewicz - Paweł Halaba - Cezary Sapiński - Adrian Buchowski - Paweł Filipowicz - Przemysław Smoliński - Łukasz Rudzewicz | - Matías Sánchez (Tourcoing LM) - Miran Kujundžić (Paris Volley) - Bartosz Filipiak (LUK Lublin) - Dominik Depowski (Aluron CMC Warta Zawiercie) - Arkadiusz Żakieta (Legia Warszawa) - Mariusz Magnuszewski (KPS Siedlce) | - Joshua Tuaniga (Indykpol AZS Olsztyn) - Kévin Klinkenberg (Foinikas Syros) - Bartłomiej Bołądź (Trefl Gdańsk) - Piotr Łukasik (Cerrad Enea Czarni Radom) - Jakub Ziobrowski (Cuprum Lubin) - Mateusz Laskowski (szuka klubu) - Łukasz Makowski (szuka klubu) |

| Cerrad Enea Czarni Radom | Cerrad Enea Czarni Radom | Cerrad Enea Czarni Radom |
| Zostają | Przychodzą | Odchodzą |
| --- | --- | --- |
| - Paweł Rusin - Daniel Gąsior - Mateusz Masłowski - Bartłomiej Lemański - Bartosz Firszt - Wiktor Nowak - Michał Ostrowski - Sebastian Warda - Maciej Nowowsiak | - Maurício Borges Silva (Al-Ahly) - Timo Tammemaa (Asseco Resovia Rzeszów) - Paweł Woicki (Asseco Resovia Rzeszów) - Damian Schulz (PGE Skra Bełchatów) - Piotr Łukasik (Ślepsk Malow Suwałki) | - Alexander Berger (Cuprum Lubin) - José Ademar Santana (Tours VB) - Michaël Parkinson (Tours VB) - Aleksandr Woropajew (szuka klubu) - Michał Kędzierski (Asseco Resovia Rzeszów) - Rafał Faryna (LUK Lublin) - Jakub Sadkowski (Krispol Września) |
| w trakcie sezonu | | |
| | - Matthew West (od 03.12.2022) (Helios Grizzlies Giesen) | - Maurício Borges Silva (do 31.01.2023) (Asseco Resovia Rzeszów) - Paweł Woicki (do 27.11.2022) |

| PSG Stal Nysa                                                                                                   | PSG Stal Nysa | PSG Stal Nysa |
| Zostają | Przychodzą | Odchodzą |
| --- | --- | --- |
| - Wassim Ben Tara - Zouheir El Graoui - Kamil Kwasowski - Patryk Szczurek - Kamil Dembiec - Dominik Kramczyński | - Tsimafei Zhukouski (Fakieł Nowy Urengoj) - Nicolas Zerba (Narbonne Volley) - Kento Miyaura (JTEKT Stings) - Michał Gierżot (Cuprum Lubin) - Rafał Buszek (Asseco Resovia Rzeszów) - Szymon Biniek (Jastrzębski Węgiel) - Konrad Jankowski (Krispol Września) - Jakub Abramowicz (Legia Warszawa) | - Moustapha M’Baye (Cuprum Lubin) - Marcin Komenda (LUK Lublin) - Maciej Zajder (zakończenie kariery) - Michał Ruciak (zakończenie kariery) - Patryk Szwaradzki (CHKS Arka Chełm) - Kamil Dębski (Jastrzębski Węgiel) - Bartosz Bućko (Hatayspor) - Mariusz Schamlewski (Chemeko-System Gwardia Wrocław) |

| BBTS Bielsko-Biała                                                                              | BBTS Bielsko-Biała | BBTS Bielsko-Biała |
| Zostają                                                                                         | Przychodzą | Odchodzą |
| ----------------------------------------------------------------------------------------------- | --- | --- |
| - Jake Hanes - Mateusz Zawalski - Radosław Gil - Wojciech Siek - Adrian Hunek - Bartosz Fijałek | - Jan Zimmermann (Kioene Padwa) - Roland Gergye (Merkur Maribor) - Daulton Sinoski (Union Raiffeisen Waldviertel) - Jakub Urbanowicz (Polski Cukier Avia Świdnik) - Konrad Formela (Dinamo Bukareszt) - Dawid Woch (Chemeko-System Gwardia Wrocław) - Dominik Teklak (MKS Będzin) - Radosław Puczkowski (AKS Resovia Rzeszów) | - Serhij Kapełuś (zakończenie kariery) - Ryan Coenen (Amysoft Lycurgus Groningen) - Bartosz Pietruczuk (MKS Będzin) - Tomasz Piotrowski (Asseco Resovia Rzeszów) - Paweł Gryc (Chemeko-System Gwardia Wrocław) - Jarosław Macionczyk (MKS Będzin) - Jan Lesiuk (CHKS Arka Chełm) - Kacper Ledwoń (WKS Sobieski Arena Żagań) - Dawid Waligóra (SPS Chrobry Głogów) |
| w trakcie sezonu                                                                                | | |
|                                                                                                 | - Pierre Pujol (od 19.10.2022) (Gas Sales Bluenergy Piacenza) - Konstantin Čupković (od 28.11.2022) (Al Arabi Ad-Dauha) - Arshdeep Dosanjh (od 18.01.2023) (Berlin Recycling Volleys) - Ovidiu Costin Darlaczi (od 18.01.2023) (CSM Constanța)                                                                                | - Jan Zimmermann (do 14.10.2022) (Vero Volley Monza) - Pierre Pujol (do 08.01.2023) (Dinamo Bukareszt) - Roland Gergye (do 13.01.2023) (szuka klubu) - Jakub Urbanowicz (do 24.01.2023) (Cave Del Sole Lagonegro) |

| Barkom-Każany Lwów                                                                                                | Barkom-Każany Lwów | Barkom-Każany Lwów |
| Zostają | Przychodzą | Odchodzą |
| --- | --- | --- |
| - Artem Smolar - Ołeksij Hołoweń - Illa Dowhyj - Witalij Kuczer - Ołeh Szewczenko - Dmytro Kanajew - Andrij Żukow | - Murat Yenipazar (Galatasaray Stambuł) - Július Firkaľ (Neftochimik Burgas) - Jonas Kvalen (FC Tokyo) - Wasyl Tupczij (Cambrai Volley) - Wołodymyr Tewkun (Maccabi Hod ha-Szaron) - Bohdan Mazenko (Pärnu VK) - Władysław Szczurow (WK MCHP-Winnica) - Tymur Cmokało (Jurydyczna akademіja Charków) | - Illa Poliszczuk (Jurydyczna akademіja Charków) - Mychajło Biber (szuka klubu) - Ołeksandr Kowal (Epicentr-Podolany Horodok) - Ołeksandr Nałożnyj (Epicentr-Podolany Horodok) |

## Składy drużyn
| Grupa Azoty ZAKSA Kędzierzyn-Koźle | Grupa Azoty ZAKSA Kędzierzyn-Koźle | Grupa Azoty ZAKSA Kędzierzyn-Koźle | Grupa Azoty ZAKSA Kędzierzyn-Koźle | Grupa Azoty ZAKSA Kędzierzyn-Koźle |
| Nr                                 | Imię i nazwisko                    | Data ur.                           | Wzrost                             | Pozycja                            |
| ---------------------------------- | ---------------------------------- | ---------------------------------- | ---------------------------------- | ---------------------------------- |
| 2                                  | Łukasz Kaczmarek                   | 29.06.1994                         | 204                                | atakujący                          |
| 4                                  | Przemysław Stępień                 | 07.02.1994                         | 185                                | rozgrywający                       |
| 5                                  | Marcin Janusz                      | 31.07.1994                         | 195                                | rozgrywający                       |
| 7                                  | Twan Wiltenburg                    | 20.01.1997                         | 204                                | środkowy                           |
| 8                                  | Adrian Staszewski                  | 31.05.1990                         | 196                                | przyjmujący                        |
| 9                                  | Bartłomiej Kluth                   | 20.12.1992                         | 210                                | atakujący                          |
| 10                                 | Bartosz Bednorz (od 11.01.2023)    | 25.07.1994                         | 201                                | przyjmujący                        |
| 11                                 | Aleksander Śliwka                  | 24.05.1995                         | 196                                | przyjmujący                        |
| 15                                 | David Smith                        | 15.05.1985                         | 201                                | środkowy                           |
| 19                                 | Dmytro Paszycki                    | 29.11.1987                         | 205                                | środkowy                           |
| 21                                 | Wojciech Żaliński                  | 08.01.1988                         | 195                                | przyjmujący                        |
| 22                                 | Erik Shoji                         | 24.08.1989                         | 184                                | libero                             |
| 71                                 | Korneliusz Banach                  | 25.01.1994                         | 180                                | libero                             |
| 99                                 | Norbert Huber                      | 14.08.1998                         | 207                                | środkowy                           |
| Odeszli w trakcie sezonu           |                                    |                                    |                                    |                                    |
| 1                                  | Denis Karjagin (do 10.01.2023)     | 28.09.2002                         | 204                                | przyjmujący                        |
| 16                                 | Tomasz Kalembka (do 26.01.2023)    | 30.06.1991                         | 205                                | środkowy                           |
| Tuomas Sammelvuo                   | Tuomas Sammelvuo                   | Trener                             | Trener                             | Trener                             |
| Michał Chadała                     | Michał Chadała                     | Asystent trenera                   | Asystent trenera                   | Asystent trenera                   |

| Jastrzębski Węgiel | Jastrzębski Węgiel               | Jastrzębski Węgiel | Jastrzębski Węgiel | Jastrzębski Węgiel |
| Nr                 | Imię i nazwisko                  | Data ur.           | Wzrost             | Pozycja            |
| ------------------ | -------------------------------- | ------------------ | ------------------ | ------------------ |
| 1                  | Dawid Dryja                      | 21.07.1992         | 201                | środkowy           |
| 2                  | Jan Hadrava                      | 03.06.1991         | 199                | atakujący          |
| 3                  | Jakub Popiwczak                  | 17.04.1996         | 180                | libero             |
| 6                  | Benjamin Toniutti                | 30.10.1989         | 183                | rozgrywający       |
| 7                  | Kamil Dębski                     | 17.10.1997         | 198                | przyjmujący        |
| 8                  | Stéphen Boyer                    | 10.04.1996         | 196                | atakujący          |
| 9                  | Łukasz Wiśniewski                | 03.02.1989         | 198                | środkowy           |
| 13                 | Jurij Hładyr                     | 08.07.1984         | 202                | środkowy           |
| 14                 | Eemi Tervaportti                 | 26.07.1989         | 193                | rozgrywający       |
| 17                 | Trévor Clévenot                  | 28.06.1994         | 199                | przyjmujący        |
| 18                 | Maksymilian Granieczny           | 07.07.2005         | 177                | libero             |
| 21                 | Tomasz Fornal                    | 31.08.1997         | 200                | przyjmujący        |
| 22                 | Moustapha M’Baye (od 02.01.2023) | 18.09.1992         | 198                | środkowy           |
| 26                 | Rafał Szymura                    | 29.08.1995         | 196                | przyjmujący        |
| 95                 | Jakub Macyra                     | 22.07.1995         | 202                | środkowy           |
| Marcelo Méndez     | Marcelo Méndez                   | I trener           | I trener           | I trener           |
| Leszek Dejewski    | Leszek Dejewski                  | Asystent trenera   | Asystent trenera   | Asystent trenera   |

| Aluron CMC Warta Zawiercie | Aluron CMC Warta Zawiercie           | Aluron CMC Warta Zawiercie | Aluron CMC Warta Zawiercie | Aluron CMC Warta Zawiercie |
| Nr                         | Imię i nazwisko                      | Data ur.                   | Wzrost                     | Pozycja                    |
| -------------------------- | ------------------------------------ | -------------------------- | -------------------------- | -------------------------- |
| 1                          | Marcin Waliński                      | 24.10.1990                 | 196                        | przyjmujący                |
| 2                          | Bartosz Kwolek                       | 17.07.1997                 | 193                        | przyjmujący                |
| 4                          | Krzysztof Rejno                      | 22.02.1993                 | 203                        | środkowy                   |
| 5                          | Miłosz Zniszczoł                     | 02.07.1986                 | 200                        | środkowy                   |
| 6                          | Dawid Konarski                       | 31.08.1989                 | 198                        | atakujący                  |
| 9                          | Santiago Danani                      | 12.12.1995                 | 176                        | libero                     |
| 15                         | Miguel Tavares                       | 02.03.1993                 | 191                        | rozgrywający               |
| 16                         | Bartosz Makoś (od 20.01.2023)        | 01.08.1998                 | 176                        | libero                     |
| 18                         | Michał Kozłowski                     | 16.02.1985                 | 191                        | rozgrywający               |
| 19                         | Dawid Dulski                         | 01.11.2002                 | 210                        | atakujący                  |
| 20                         | Wiktor Rajsner                       | 13.04.1999                 | 205                        | środkowy                   |
| 25                         | Michał Szalacha                      | 15.01.1994                 | 202                        | środkowy                   |
| 93                         | Uroš Kovačević                       | 06.05.1993                 | 197                        | przyjmujący                |
| 99                         | Patryk Łaba                          | 30.07.1991                 | 188                        | przyjmujący                |
|                            | Tomasz Kalembka (od 28.01.2023)      | 30.06.1991                 | 205                        | środkowy                   |
| Odeszli w trakcie sezonu   |                                      |                            |                            |                            |
| 8                          | Jędrzej Gruszczyński (do 27.12.2022) | 13.11.1997                 | 186                        | libero                     |
| Michał Winiarski           | Michał Winiarski                     | I trener                   | I trener                   | I trener                   |
| Roberto Rotari             | Roberto Rotari                       | Asystent trenera           | Asystent trenera           | Asystent trenera           |

| PGE Skra Bełchatów                                        | PGE Skra Bełchatów                                        | PGE Skra Bełchatów | PGE Skra Bełchatów | PGE Skra Bełchatów |
| Nr                                                        | Imię i nazwisko                                           | Data ur.           | Wzrost             | Pozycja            |
| --------------------------------------------------------- | --------------------------------------------------------- | ------------------ | ------------------ | ------------------ |
| 3                                                         | Wiktor Musiał                                             | 30.03.1993         | 194                | atakujący          |
| 4                                                         | Dawid Gunia                                               | 01.01.1987         | 203                | środkowy           |
| 5                                                         | Bartłomiej Janus                                          | 19.01.1995         | 203                | środkowy           |
| 6                                                         | Karol Kłos                                                | 08.08.1989         | 201                | środkowy           |
| 8                                                         | Jędrzej Gruszczyński (od 27.12.2022)                      | 13.11.1997         | 186                | libero             |
| 11                                                        | Dick Kooy                                                 | 03.12.1987         | 202                | przyjmujący        |
| 12                                                        | Lukáš Vašina                                              | 06.07.1999         | 197                | przyjmujący        |
| 14                                                        | Aleksandar Atanasijević                                   | 04.09.1991         | 200                | atakujący          |
| 15                                                        | Grzegorz Łomacz                                           | 01.10.1987         | 187                | rozgrywający       |
| 16                                                        | Kacper Piechocki                                          | 17.12.1995         | 184                | libero             |
| 18                                                        | Robert Milczarek                                          | 28.11.1983         | 188                | libero             |
| 20                                                        | Mateusz Bieniek                                           | 05.04.1994         | 210                | środkowy           |
| 21                                                        | Jakub Rybicki                                             | 01.11.1998         | 196                | przyjmujący        |
| 26                                                        | Mihajlo Mitić                                             | 17.09.1990         | 201                | rozgrywający       |
| 91                                                        | Filippo Lanza                                             | 03.03.1991         | 198                | przyjmujący        |
| Odeszli w trakcie sezonu                                  |                                                           |                    |                    |                    |
| 17                                                        | Sebastian Adamczyk (do 20.10.2022)                        | 18.02.1999         | 208                | środkowy           |
| Odeszli w trakcie sezonu                                  |                                                           |                    |                    |                    |
| Trenerzy                                                  |                                                           |                    |                    |                    |
| Joel Banks (do 31.01.2023) Andrea Gardini (od 01.02.2023) | Joel Banks (do 31.01.2023) Andrea Gardini (od 01.02.2023) | Trener             | Trener             | Trener             |
| Michał Bąkiewicz (do 23.01.2023) Radosław Kolanek         | Michał Bąkiewicz (do 23.01.2023) Radosław Kolanek         | Asystenci trenera  | Asystenci trenera  | Asystenci trenera  |

| Asseco Resovia Rzeszów            | Asseco Resovia Rzeszów                | Asseco Resovia Rzeszów | Asseco Resovia Rzeszów | Asseco Resovia Rzeszów |
| Nr                                | Imię i nazwisko                       | Data ur.               | Wzrost                 | Pozycja                |
| --------------------------------- | ------------------------------------- | ---------------------- | ---------------------- | ---------------------- |
| 1                                 | Bartłomiej Krulicki                   | 15.09.1993             | 205                    | środkowy               |
| 2                                 | Maciej Muzaj                          | 21.05.1994             | 208                    | atakujący              |
| 3                                 | Michał Kędzierski                     | 09.08.1994             | 194                    | rozgrywający           |
| 4                                 | Jan Kozamernik                        | 24.12.1995             | 204                    | środkowy               |
| 5                                 | Jakub Bucki                           | 13.08.1988             | 197                    | atakujący              |
| 6                                 | Maurício Borges Silva (od 31.01.2023) | 04.02.1989             | 200                    | przyjmujący            |
| 7                                 | Jakub Kochanowski                     | 17.07.1997             | 199                    | środkowy               |
| 10                                | Tomasz Piotrowski                     | 02.09.1997             | 198                    | przyjmujący            |
| 11                                | Fabian Drzyzga                        | 03.01.1990             | 196                    | rozgrywający           |
| 13                                | Michał Potera                         | 06.03.1988             | 183                    | libero                 |
| 16                                | Paweł Zatorski                        | 21.06.1990             | 184                    | libero                 |
| 17                                | Bartłomiej Mordyl                     | 21.01.1995             | 201                    | środkowy               |
| 18                                | Klemen Čebulj                         | 21.02.1992             | 202                    | przyjmujący            |
| 59                                | Torey Defalco                         | 10.04.1997             | 198                    | przyjmujący            |
| Odeszli w trakcie sezonu          |                                       |                        |                        |                        |
| 8                                 | Thibault Rossard (do 24.03.2023)      | 28.08.1993             | 193                    | przyjmujący            |
| Giampaolo Medei                   | Giampaolo Medei                       | I trener               | I trener               | I trener               |
| Alfredo Martilotti i Olieg Achrem | Alfredo Martilotti i Olieg Achrem     | Asystenci trenera      | Asystenci trenera      | Asystenci trenera      |

| Indykpol AZS Olsztyn | Indykpol AZS Olsztyn           | Indykpol AZS Olsztyn | Indykpol AZS Olsztyn | Indykpol AZS Olsztyn |
| Nr                   | Imię i nazwisko                | Data ur.             | Wzrost               | Pozycja              |
| -------------------- | ------------------------------ | -------------------- | -------------------- | -------------------- |
| 1                    | Bartłomiej Lipiński            | 16.11.1996           | 201                  | przyjmujący          |
| 2                    | Moritz Karlitzek               | 12.08.1996           | 191                  | przyjmujący          |
| 4                    | Jan Król                       | 23.08.1989           | 198                  | atakujący            |
| 5                    | Karol Jankiewicz               | 21.02.1996           | 185                  | rozgrywający         |
| 6                    | Robbert Andringa               | 28.04.1990           | 192                  | przyjmujący          |
| 7                    | Dawid Siwczyk                  | 13.06.1993           | 193                  | środkowy             |
| 9                    | Szymon Jakubiszak              | 13.02.1998           | 208                  | środkowy             |
| 11                   | Grzegorz Pająk (od 01.02.2023) | 01.01.1987           | 196                  | rozgrywający         |
| 12                   | Kamil Szymendera               | 30.04.2003           | 192                  | przyjmujący          |
| 13                   | Taylor Averill                 | 05.03.1992           | 201                  | środkowy             |
| 14                   | Kuba Hawryluk                  | 08.09.2003           | 181                  | libero               |
| 15                   | Jakub Ciunajtis                | 06.09.1998           | 177                  | libero               |
| 16                   | Mateusz Poręba                 | 24.08.1999           | 203                  | środkowy             |
| 21                   | Karol Butryn                   | 18.06.1993           | 193                  | atakujący            |
| 91                   | Joshua Tuaniga                 | 18.03.1997           | 191                  | rozgrywający         |
| Javier Weber         | Javier Weber                   | I trener             | I trener             | I trener             |
| Marcin Mierzejewski  | Marcin Mierzejewski            | Asystent trenera     | Asystent trenera     | Asystent trenera     |

| Trefl Gdańsk   | Trefl Gdańsk                  | Trefl Gdańsk     | Trefl Gdańsk     | Trefl Gdańsk     |
| Nr             | Imię i nazwisko               | Data ur.         | Wzrost           | Pozycja          |
| -------------- | ----------------------------- | ---------------- | ---------------- | ---------------- |
| 1              | Janusz Gałązka                | 26.04.1987       | 199              | środkowy         |
| 2              | Mariusz Wlazły                | 04.08.1983       | 194              | atakujący        |
| 3              | Jan Martínez Franchi          | 28.01.1998       | 190              | przyjmujący      |
| 4              | Luke Perry                    | 20.11.1995       | 180              | libero           |
| 5              | Patryk Niemiec                | 18.02.1997       | 202              | środkowy         |
| 6              | Jakub Czerwiński              | 22.07.2001       | 195              | przyjmujący      |
| 7              | Dawid Pruszkowski             | 01.01.2001       | 175              | libero           |
| 9              | Alaksiej Nasewicz             | 05.06.2003       | 197              | przyjmujący      |
| 10             | Bartłomiej Bołądź             | 28.09.1994       | 203              | atakujący        |
| 11             | Lukas Kampa                   | 29.11.1986       | 195              | rozgrywający     |
| 12             | Karol Urbanowicz              | 24.02.2001       | 200              | środkowy         |
| 15             | Mikołaj Sawicki               | 23.11.1999       | 198              | przyjmujący      |
| 17             | Piotr Orczyk                  | 19.03.1993       | 198              | przyjmujący      |
| 19             | Kamil Droszyński              | 28.01.1997       | 190              | rozgrywający     |
| 22             | Jingyin Zhang (od 31.01.2023) | 20.12.1999       | 207              | przyjmujący      |
| 23             | Jordan Zaleszczyk             | 23.04.2002       | 203              | środkowy         |
| Igor Juričić   | Igor Juričić                  | I trener         | I trener         | I trener         |
| Karol Rędzioch | Karol Rędzioch                | Asystent trenera | Asystent trenera | Asystent trenera |

| GKS Katowice             | GKS Katowice                       | GKS Katowice     | GKS Katowice     | GKS Katowice     |
| Nr                       | Imię i nazwisko                    | Data ur.         | Wzrost           | Pozycja          |
| ------------------------ | ---------------------------------- | ---------------- | ---------------- | ---------------- |
| 2                        | Jakub Szymański                    | 25.03.1998       | 200              | przyjmujący      |
| 3                        | Wiktor Mielczarek                  | 10.01.1998       | 190              | przyjmujący      |
| 4                        | Bartosz Mariański                  | 26.05.1992       | 187              | libero           |
| 7                        | Jakub Jarosz                       | 10.02.1987       | 197              | atakujący        |
| 8                        | Jakub Lewandowski                  | 16.07.1996       | 203              | środkowy         |
| 9                        | Marcin Kania                       | 14.02.1996       | 203              | środkowy         |
| 11                       | Jakub Nowosielski                  | 11.02.1993       | 193              | rozgrywający     |
| 13                       | Sebastian Adamczyk (od 21.10.2022) | 18.02.1999       | 208              | środkowy         |
| 16                       | Piotr Hain                         | 26.02.1991       | 207              | środkowy         |
| 17                       | Georgi Seganow                     | 10.06.1993       | 198              | rozgrywający     |
| 18                       | Damian Domagała                    | 23.04.1998       | 200              | atakujący        |
| 19                       | Gonzalo Quiroga                    | 25.02.1993       | 193              | przyjmujący      |
| 23                       | Dawid Ogórek                       | 30.07.1990       | 193              | libero           |
| Odeszli w trakcie sezonu |                                    |                  |                  |                  |
| 14                       | Tomas Rousseaux (do 26.01.2023)    | 31.03.1994       | 198              | przyjmujący      |
| Grzegorz Słaby           | Grzegorz Słaby                     | I trener         | I trener         | I trener         |
| Damian Musiak            | Damian Musiak                      | Asystent trenera | Asystent trenera | Asystent trenera |

| Projekt Warszawa                                              | Projekt Warszawa                                              | Projekt Warszawa | Projekt Warszawa | Projekt Warszawa |
| Nr                                                            | Imię i nazwisko                                               | Data ur.         | Wzrost           | Pozycja          |
| ------------------------------------------------------------- | ------------------------------------------------------------- | ---------------- | ---------------- | ---------------- |
| 1                                                             | Jakub Kowalczyk                                               | 26.06.1986       | 200              | środkowy         |
| 4                                                             | Maciej Stępień                                                | 22.06.1994       | 193              | rozgrywający     |
| 5                                                             | Jan Firlej                                                    | 26.09.1996       | 188              | rozgrywający     |
| 7                                                             | Kévin Tillie                                                  | 02.11.1990       | 200              | przyjmujący      |
| 8                                                             | Andrzej Wrona                                                 | 27.12.1988       | 206              | środkowy         |
| 10                                                            | Jurij Semeniuk                                                | 12.05.1994       | 210              | środkowy         |
| 11                                                            | Piotr Nowakowski                                              | 18.12.1987       | 205              | środkowy         |
| 13                                                            | Igor Grobelny                                                 | 08.06.1993       | 194              | przyjmujący      |
| 14                                                            | Niels Klapwijk                                                | 19.09.1985       | 200              | atakujący        |
| 15                                                            | Artur Szalpuk                                                 | 20.03.1995       | 201              | przyjmujący      |
| 17                                                            | Mateusz Janikowski                                            | 05.05.1999       | 201              | przyjmujący      |
| 18                                                            | Damian Wojtaszek                                              | 07.09.1988       | 180              | libero           |
| 19                                                            | Dominik Jaglarski                                             | 20.06.1997       | 187              | libero           |
| 20                                                            | Linus Weber                                                   | 01.11.1999       | 200              | atakujący        |
| Odeszli w trakcie sezonu                                      |                                                               |                  |                  |                  |
| 3                                                             | Kamil Baránek (do 27.12.2022)                                 | 02.05.1983       | 198              | przyjmujący      |
| Odeszli w trakcie sezonu                                      |                                                               |                  |                  |                  |
| Trenerzy                                                      |                                                               |                  |                  |                  |
| Roberto Santilli (do 28.11.2022) Piotr Graban (od 28.11.2022) | Roberto Santilli (do 28.11.2022) Piotr Graban (od 28.11.2022) | Trener           | Trener           | Trener           |
| Marcin Lubiejewski                                            | Marcin Lubiejewski                                            | Asystent trenera | Asystent trenera | Asystent trenera |

| Cuprum Lubin             | Cuprum Lubin                     | Cuprum Lubin     | Cuprum Lubin     | Cuprum Lubin     |
| Nr                       | Imię i nazwisko                  | Data ur.         | Wzrost           | Pozycja          |
| ------------------------ | -------------------------------- | ---------------- | ---------------- | ---------------- |
| 3                        | Maciej Sas                       | 28.08.1997       | 182              | libero           |
| 5                        | Wojciech Ferens                  | 05.04.1991       | 194              | przyjmujący      |
| 6                        | Adam Lorenc                      | 30.10.1998       | 197              | atakujący        |
| 7                        | Kajetan Kubicki                  | 09.02.2003       | 190              | rozgrywający     |
| 8                        | Damian Czetowicz (od 01.02.2023) | 26.02.2000       | 195              | rozgrywający     |
| 9                        | Paweł Pietraszko                 | 05.10.1990       | 201              | środkowy         |
| 10                       | Remigiusz Kapica                 | 28.09.2000       | 200              | atakujący        |
| 11                       | Dominik Czerny                   | 04.04.2003       | 196              | przyjmujący      |
| 12                       | Florian Krage                    | 11.01.1997       | 204              | środkowy         |
| 16                       | Jędrzej Kaźmierczak              | 23.09.2000       | 199              | środkowy         |
| 18                       | Illa Kowalow                     | 31.08.1996       | 198              | przyjmujący      |
| 20                       | Kamil Szymura                    | 24.01.1999       | 185              | libero           |
| 23                       | Alexander Berger                 | 27.09.1988       | 194              | przyjmujący      |
| 44                       | Jakub Ziobrowski (od 23.10.2022) | 23.01.1997       | 202              | atakujący        |
| Odeszli w trakcie sezonu |                                  |                  |                  |                  |
| 8                        | Moustapha M’Baye (do 01.01.2023) | 18.09.1992       | 198              | środkowy         |
| 14                       | Grzegorz Pająk (do 31.01.2023)   | 01.01.1987       | 196              | rozgrywający     |
| 44                       | Jakub Ziobrowski (do 01.12.2022) | 23.01.1997       | 202              | atakujący        |
| Paweł Rusek              | Paweł Rusek                      | I trener         | I trener         | I trener         |
| Tomasz Kowalski          | Tomasz Kowalski                  | Asystent trenera | Asystent trenera | Asystent trenera |

| LUK Lublin                                                               | LUK Lublin                                                               | LUK Lublin        | LUK Lublin        | LUK Lublin        |
| Nr                                                                       | Imię i nazwisko                                                          | Data ur.          | Wzrost            | Pozycja           |
| ------------------------------------------------------------------------ | ------------------------------------------------------------------------ | ----------------- | ----------------- | ----------------- |
| 1                                                                        | Jan Nowakowski                                                           | 17.05.1994        | 202               | środkowy          |
| 2                                                                        | Cristiano Torelli                                                        | 29.10.1996        | 192               | rozgrywający      |
| 3                                                                        | Rafał Faryna (od 20.10.2022)                                             | 28.09.1994        | 200               | atakujący         |
| 4                                                                        | Marcin Komenda                                                           | 24.05.1996        | 198               | rozgrywający      |
| 6                                                                        | Mateusz Malinowski                                                       | 06.05.1992        | 197               | atakujący         |
| 7                                                                        | Jakub Wachnik                                                            | 16.02.1993        | 202               | przyjmujący       |
| 9                                                                        | Nicolas Szerszeń                                                         | 31.12.1996        | 195               | przyjmujący       |
| 10                                                                       | Szymon Romać                                                             | 01.10.1992        | 196               | atakujący         |
| 13                                                                       | Mateusz Jóźwik                                                           | 30.05.1996        | 195               | przyjmujący       |
| 14                                                                       | Jeffrey Jendryk                                                          | 15.09.1995        | 208               | środkowy          |
| 16                                                                       | Konrad Stajer                                                            | 26.10.1995        | 200               | środkowy          |
| 17                                                                       | Szymon Gregorowicz                                                       | 07.03.1994        | 183               | libero            |
| 21                                                                       | Dustin Watten                                                            | 27.10.1986        | 183               | libero            |
| 23                                                                       | Damian Hudzik                                                            | 14.05.1998        | 204               | środkowy          |
| 90                                                                       | Wojciech Włodarczyk                                                      | 28.10.1990        | 200               | przyjmujący       |
| Odeszli w trakcie sezonu                                                 |                                                                          |                   |                   |                   |
| 3                                                                        | Rafał Faryna (do 10.11.2022)                                             | 28.09.1994        | 200               | atakujący         |
| Odeszli w trakcie sezonu                                                 |                                                                          |                   |                   |                   |
| Trenerzy                                                                 |                                                                          |                   |                   |                   |
| Dariusz Daszkiewicz (do 15.03.2023) Maciej Kołodziejczyk (od 15.03.2023) | Dariusz Daszkiewicz (do 15.03.2023) Maciej Kołodziejczyk (od 15.03.2023) | Trener            | Trener            | Trener            |
| Maciej Kołodziejczyk (do 15.03.2023) Kamil Nalepka                       | Maciej Kołodziejczyk (do 15.03.2023) Kamil Nalepka                       | Asystenci trenera | Asystenci trenera | Asystenci trenera |

| Ślepsk Malow Suwałki | Ślepsk Malow Suwałki | Ślepsk Malow Suwałki | Ślepsk Malow Suwałki | Ślepsk Malow Suwałki |
| Nr                   | Imię i nazwisko      | Data ur.             | Wzrost               | Pozycja              |
| -------------------- | -------------------- | -------------------- | -------------------- | -------------------- |
| 1                    | Matías Sánchez       | 20.09.1996           | 173                  | rozgrywający         |
| 2                    | Dominik Depowski     | 27.10.1995           | 203                  | przyjmujący          |
| 5                    | Arkadiusz Żakieta    | 13.10.1992           | 197                  | atakujący            |
| 8                    | Mariusz Magnuszewski | 14.09.1997           | 194                  | rozgrywający         |
| 9                    | Bartosz Filipiak     | 27.02.1994           | 197                  | atakujący            |
| 10                   | Miran Kujundžić      | 19.06.1997           | 196                  | przyjmujący          |
| 11                   | Andreas Takvam       | 04.06.1993           | 201                  | środkowy             |
| 12                   | Łukasz Rudzewicz     | 25.01.1985           | 198                  | środkowy             |
| 13                   | Adrian Buchowski     | 30.09.1991           | 194                  | przyjmujący          |
| 14                   | Cezary Sapiński      | 28.09.1994           | 203                  | środkowy             |
| 15                   | Paweł Halaba         | 14.12.1995           | 195                  | przyjmujący          |
| 16                   | Paweł Filipowicz     | 07.05.1992           | 189                  | libero               |
| 22                   | Przemysław Smoliński | 27.11.1992           | 201                  | środkowy             |
| 24                   | Mateusz Czunkiewicz  | 16.12.1996           | 183                  | libero               |
| Dominik Kwapisiewicz | Dominik Kwapisiewicz | I trener             | I trener             | I trener             |
| Mateusz Kuśmierz     | Mateusz Kuśmierz     | Asystent trenera     | Asystent trenera     | Asystent trenera     |

| Cerrad Enea Czarni Radom                                    | Cerrad Enea Czarni Radom                                    | Cerrad Enea Czarni Radom | Cerrad Enea Czarni Radom | Cerrad Enea Czarni Radom |
| Nr                                                          | Imię i nazwisko                                             | Data ur.                 | Wzrost                   | Pozycja                  |
| ----------------------------------------------------------- | ----------------------------------------------------------- | ------------------------ | ------------------------ | ------------------------ |
| 1                                                           | Damian Schulz                                               | 26.02.1990               | 208                      | atakujący                |
| 2                                                           | Michał Ostrowski                                            | 29.03.1990               | 203                      | środkowy                 |
| 3                                                           | Wiktor Nowak                                                | 21.05.1999               | 186                      | rozgrywający             |
| 4                                                           | Timo Tammemaa                                               | 18.11.1991               | 202                      | środkowy                 |
| 6                                                           | Piotr Łukasik                                               | 11.07.1994               | 208                      | przyjmujący              |
| 7                                                           | Bartłomiej Lemański                                         | 19.03.1996               | 217                      | środkowy                 |
| 8                                                           | Paweł Rusin                                                 | 05.03.1992               | 182                      | przyjmujący              |
| 9                                                           | Daniel Gąsior                                               | 09.01.1995               | 200                      | atakujący                |
| 11                                                          | Sebastian Warda                                             | 18.01.1989               | 205                      | środkowy                 |
| 13                                                          | Mateusz Masłowski                                           | 13.06.1997               | 185                      | libero                   |
| 15                                                          | Matthew West (od 03.12.2022)                                | 01.10.1993               | 198                      | rozgrywający             |
| 17                                                          | Bartosz Firszt                                              | 19.03.1999               | 198                      | przyjmujący              |
| 18                                                          | Maciej Nowowsiak                                            | 20.09.2001               | 189                      | libero                   |
| Odeszli w trakcie sezonu                                    |                                                             |                          |                          |                          |
| 5                                                           | Maurício Borges Silva (do 31.01.2023)                       | 04.02.1989               | 200                      | przyjmujący              |
| 12                                                          | Paweł Woicki (do 27.11.2022)                                | 29.06.1983               | 183                      | rozgrywający             |
| Odeszli w trakcie sezonu                                    |                                                             |                          |                          |                          |
| Trenerzy                                                    |                                                             |                          |                          |                          |
| Jacek Nawrocki (do 24.11.2022) Paweł Woicki (od 27.11.2022) | Jacek Nawrocki (do 24.11.2022) Paweł Woicki (od 27.11.2022) | Trener                   | Trener                   | Trener                   |
| Krzysztof Michalski                                         | Krzysztof Michalski                                         | Asystent trenera         | Asystent trenera         | Asystent trenera         |

| PSG Stal Nysa  | PSG Stal Nysa       | PSG Stal Nysa    | PSG Stal Nysa    | PSG Stal Nysa    |
| Nr             | Imię i nazwisko     | Data ur.         | Wzrost           | Pozycja          |
| -------------- | ------------------- | ---------------- | ---------------- | ---------------- |
| 1              | Zouheir El Graoui   | 01.07.1994       | 197              | przyjmujący      |
| 4              | Michał Gierżot      | 04.10.2001       | 205              | przyjmujący      |
| 5              | Rafał Buszek        | 28.04.1987       | 196              | przyjmujący      |
| 6              | Konrad Jankowski    | 29.06.2002       | 204              | środkowy         |
| 9              | Dominik Kramczyński | 13.01.2001       | 202              | środkowy         |
| 10             | Wassim Ben Tara     | 03.08.1996       | 203              | atakujący        |
| 11             | Tsimafei Zhukouski  | 18.12.1989       | 196              | rozgrywający     |
| 12             | Nicolas Zerba       | 13.06.1999       | 204              | środkowy         |
| 13             | Kento Miyaura       | 22.02.1999       | 190              | atakujący        |
| 14             | Jakub Abramowicz    | 10.04.1998       | 202              | środkowy         |
| 17             | Kamil Dembiec       | 07.02.1992       | 178              | libero           |
| 21             | Kamil Kwasowski     | 13.09.1990       | 199              | przyjmujący      |
| 24             | Szymon Biniek       | 30.07.1995       | 188              | libero           |
| 91             | Patryk Szczurek     | 06.02.1991       | 193              | rozgrywający     |
| Daniel Pliński | Daniel Pliński      | I trener         | I trener         | I trener         |
| Paweł Potoczak | Paweł Potoczak      | Asystent trenera | Asystent trenera | Asystent trenera |

| BBTS Bielsko-Biała                                                    | BBTS Bielsko-Biała                                                    | BBTS Bielsko-Biała | BBTS Bielsko-Biała | BBTS Bielsko-Biała |
| Nr                                                                    | Imię i nazwisko                                                       | Data ur.           | Wzrost             | Pozycja            |
| --------------------------------------------------------------------- | --------------------------------------------------------------------- | ------------------ | ------------------ | ------------------ |
| 1                                                                     | Arshdeep Dosanjh (od 18.01.2023)                                      | 30.07.1996         | 205                | rozgrywający       |
| 2                                                                     | Dawid Woch                                                            | 16.05.1997         | 198                | środkowy           |
| 4                                                                     | Wojciech Siek                                                         | 01.05.1994         | 205                | środkowy           |
| 6                                                                     | Mateusz Zawalski                                                      | 07.02.1995         | 198                | środkowy           |
| 7                                                                     | Radosław Gil                                                          | 25.01.1997         | 191                | rozgrywający       |
| 10                                                                    | Adrian Hunek                                                          | 28.10.1985         | 202                | środkowy           |
| 11                                                                    | Bartosz Fijałek                                                       | 30.08.2003         | 177                | libero             |
| 12                                                                    | Daulton Sinoski                                                       | 07.04.1997         | 203                | atakujący          |
| 13                                                                    | Radosław Puczkowski                                                   | 02.01.2003         | 201                | przyjmujący        |
| 19                                                                    | Konstantin Čupković (od 28.11.2022)                                   | 02.01.1987         | 205                | przyjmujący        |
| 20                                                                    | Dominik Teklak                                                        | 17.03.2000         | 184                | libero             |
| 21                                                                    | Konrad Formela                                                        | 08.03.1995         | 194                | przyjmujący        |
| 22                                                                    | Jake Hanes                                                            | 03.05.1998         | 213                | atakujący          |
| 25                                                                    | Ovidiu Costin Darlaczi (od 18.01.2023)                                | 01.02.1999         | 200                | przyjmujący        |
| 33                                                                    | Pierre Pujol (od 19.10.2022)                                          | 13.07.1984         | 190                | rozgrywający       |
| Odeszli w trakcie sezonu                                              |                                                                       |                    |                    |                    |
| 8                                                                     | Roland Gergye (do 13.01.2023)                                         | 24.02.1993         | 200                | przyjmujący        |
| 9                                                                     | Jakub Urbanowicz (do 24.01.2023)                                      | 14.08.1993         | 203                | przyjmujący        |
| 17                                                                    | Jan Zimmermann (do 14.10.2022)                                        | 12.02.1993         | 190                | rozgrywający       |
| 33                                                                    | Pierre Pujol (do 08.01.2023)                                          | 13.07.1984         | 190                | rozgrywający       |
| Odeszli w trakcie sezonu                                              |                                                                       |                    |                    |                    |
| Trenerzy                                                              |                                                                       |                    |                    |                    |
| Arie Cornelis Brokking (do 05.11.2022) Serhij Kapełuś (od 05.11.2022) | Arie Cornelis Brokking (do 05.11.2022) Serhij Kapełuś (od 05.11.2022) | Trener             | Trener             | Trener             |
| Bartłomiej Łyczakowski                                                | Bartłomiej Łyczakowski                                                | Asystent trenera   | Asystent trenera   | Asystent trenera   |

| Barkom-Każany Lwów | Barkom-Każany Lwów | Barkom-Każany Lwów | Barkom-Każany Lwów | Barkom-Każany Lwów |
| Nr                 | Imię i nazwisko    | Data ur.           | Wzrost             | Pozycja            |
| ------------------ | ------------------ | ------------------ | ------------------ | ------------------ |
| 1                  | Jonas Kvalen       | 06.06.1992         | 196                | przyjmujący        |
| 3                  | Bohdan Mazenko     | 18.05.1996         | 198                | środkowy           |
| 4                  | Ołeh Szewczenko    | 08.01.1993         | 194                | przyjmujący        |
| 6                  | Ołeksij Hołoweń    | 12.01.1999         | 195                | rozgrywający       |
| 10                 | Andrij Żukow       | 25.03.1999         | 185                | libero             |
| 11                 | Dmytro Kanajew     | 03.10.1997         | 175                | libero             |
| 12                 | Władysław Szczurow | 27.04.2001         | 208                | środkowy           |
| 13                 | Wasyl Tupczij      | 13.01.1992         | 196                | atakujący          |
| 14                 | Illa Dowhyj        | 01.08.1998         | 200                | środkowy           |
| 15                 | Wołodymyr Tewkun   | 03.09.1988         | 205                | atakujący          |
| 16                 | Witalij Kuczer     | 27.10.1997         | 199                | przyjmujący        |
| 17                 | Murat Yenipazar    | 23.09.1993         | 193                | rozgrywający       |
| 22                 | Július Firkaľ      | 14.01.1998         | 196                | przyjmujący        |
| 23                 | Tymur Cmokało      | 23.12.2003         | 197                | przyjmujący        |
| 25                 | Artem Smolar       | 04.02.1985         | 209                | środkowy           |
| Uģis Krastiņš      | Uģis Krastiņš      | I trener           | I trener           | I trener           |
| Artūrs Tinte       | Artūrs Tinte       | Asystent trenera   | Asystent trenera   | Asystent trenera   |